# 高崎駅

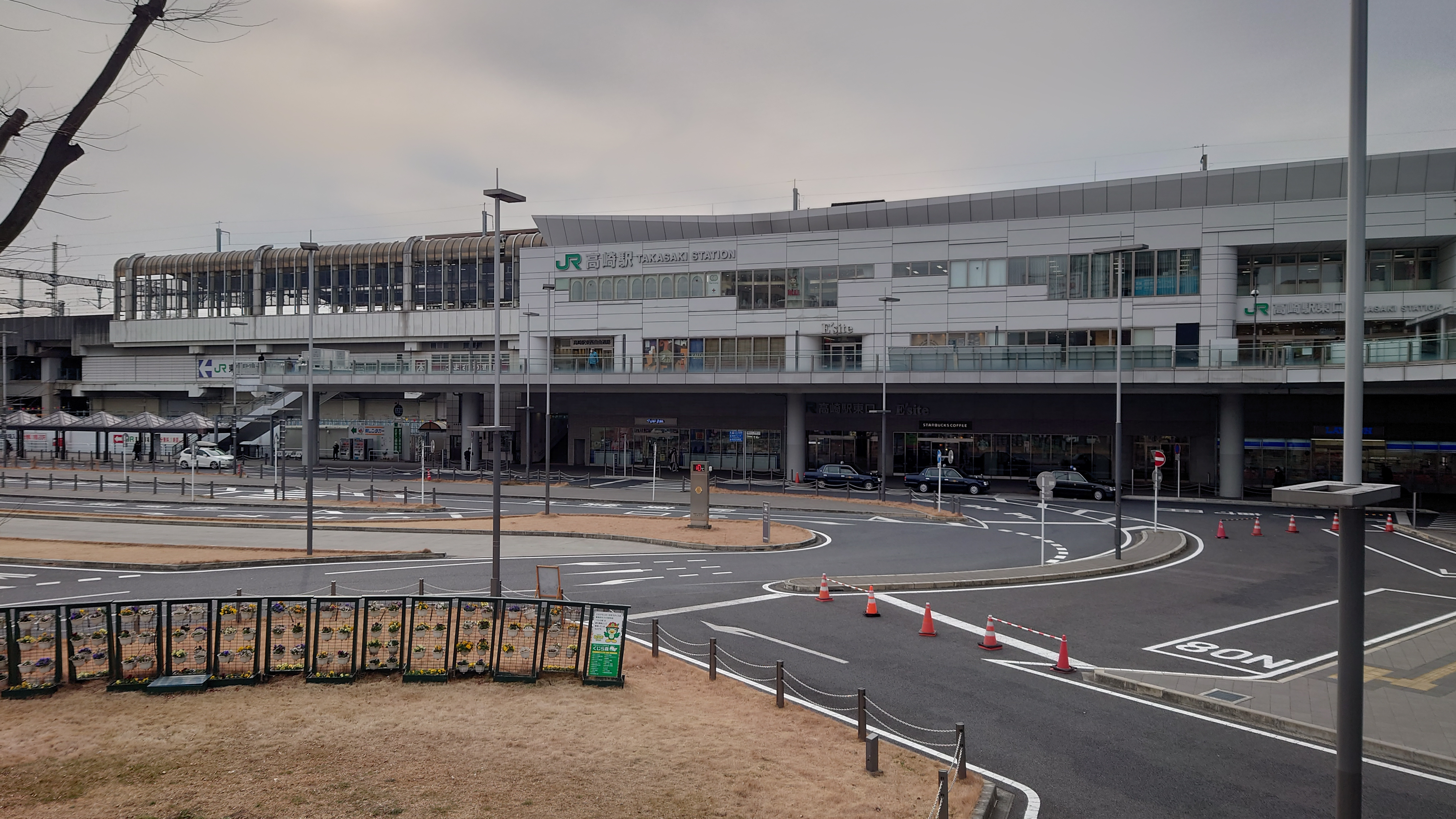
東口（2021年1月）

高崎駅（たかさきえき）は、群馬県高崎市八島町にある、東日本旅客鉄道（JR東日本）・日本貨物鉄道（JR貨物）・上信電鉄の駅である。
古くから交通の要衝として栄え、9路線が乗り入れる県内最大かつ北関東有数のターミナル駅として機能している。新幹線開業前は東京方面から上越線方面と信越本線方面との分岐点として機能していた。長距離輸送の役目を新幹線に譲ったが上越新幹線と北陸新幹線の分岐点となっているほか、在来線においても群馬県内各地へ向かう各路線のターミナル駅としての役割を担っている。
事務管コードは▲411416を使用している。

## 乗り入れ路線
当駅にはJR東日本の新幹線・在来線各線と、上信電鉄上信線が乗り入れている。上信線は当駅を起点としている。
JR東日本の新幹線は上越新幹線と北陸新幹線の2路線が乗り入れている。北陸新幹線は当駅が起点であるが、当駅以南は上越新幹線に乗り入れて東京駅まで運転されている。
JR東日本の在来線は次の各線が乗り入れている。いずれも第二種鉄道事業としてJR貨物の貨物列車も運行されている。
- ■高崎線：当駅の所属線[2]であるとともに当駅を終点としている。埼玉県や東京都心方面への大動脈であり上野発着の列車と、池袋・新宿・渋谷・大崎などの副都心を経由して横浜から東海道線へ直通運転を行う湘南新宿ラインの列車、上野・東京・品川経由で東海道線へ直通運転を行う上野東京ラインの列車が発着している。また下記の上越線・信越本線と線路が接続されており直通が可能となっているが、現在の定期列車は上越線・両毛線・吾妻線にのみ直通する。（吾妻線への直通は特急のみ）

- ■上越線：当駅を起点とし、新前橋・渋川・沼田・水上・越後湯沢方面へ通じている。当駅発着の普通列車は水上までの運行であり、水上以北の土合・越後中里方面へ向かうには水上で乗り換える必要がある。

- ■信越本線：当駅が起点である。かつてはその名のとおり信越（長野・新潟）方面へ通じていたが、1997年の北陸新幹線（高崎 - 長野間）開業と同時に横川 - 軽井沢間が廃止、軽井沢 - 篠ノ井間は第三セクター「しなの鉄道」に経営移管[注釈 1]され、分断された。このため群馬県側の信越本線は横川が終点となり、県内で完結する同区間は旅客案内上「信越線」と表記・呼称されることが多い。

正式な線路名称上は以上の3路線だが、上記路線の途中駅から分岐する以下の各線（これらについてはJR貨物は鉄道事業免許を持たない）の列車も当駅へ乗り入れており、前述の3路線を合わせると合計6方面の列車が発着している。
- ■八高線：高麗川方面から北上し、倉賀野[注釈 2]から高崎線経由で当駅3番線へ乗り入れる。かつては高麗川以南の拝島・八王子方面への運用もあったが、後に高麗川 - 八王子間の電化[注釈 3]により運用区間が高麗川を境に南北に分断され、高崎発の定期運用は高麗川までに限られる。

- ■両毛線：新前橋から上越線経由で乗り入れる。高崎線からも一部列車が「高崎・両毛線」として前橋まで直通運転する。

- ■吾妻線：渋川から新前橋を経て上越線経由で乗り入れる。高崎まで運用せず新前橋で長野原草津口・大前方面へ折り返す列車もあるため、その場合は上越線・両毛線の下り列車が新前橋での乗り換え接続を行う[注釈 4]。前述の通り、上野から高崎線・上越線を経由し長野原草津口まで直通する特急がある。

## 歴史
- 1884年（明治17年）

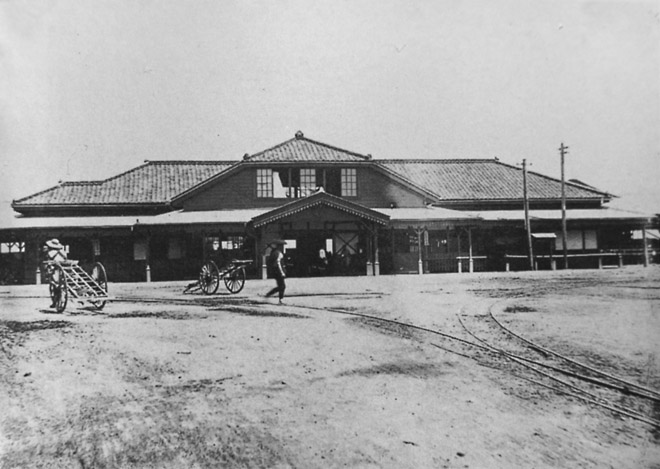
日本鉄道時代の高崎駅

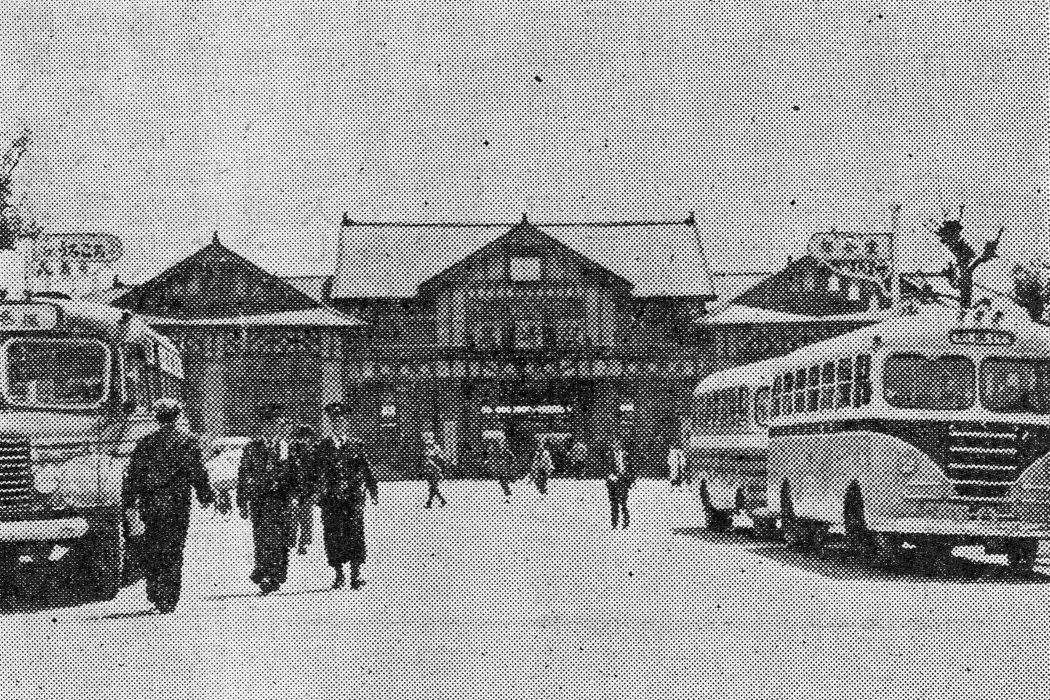
昭和30年ごろの高崎駅

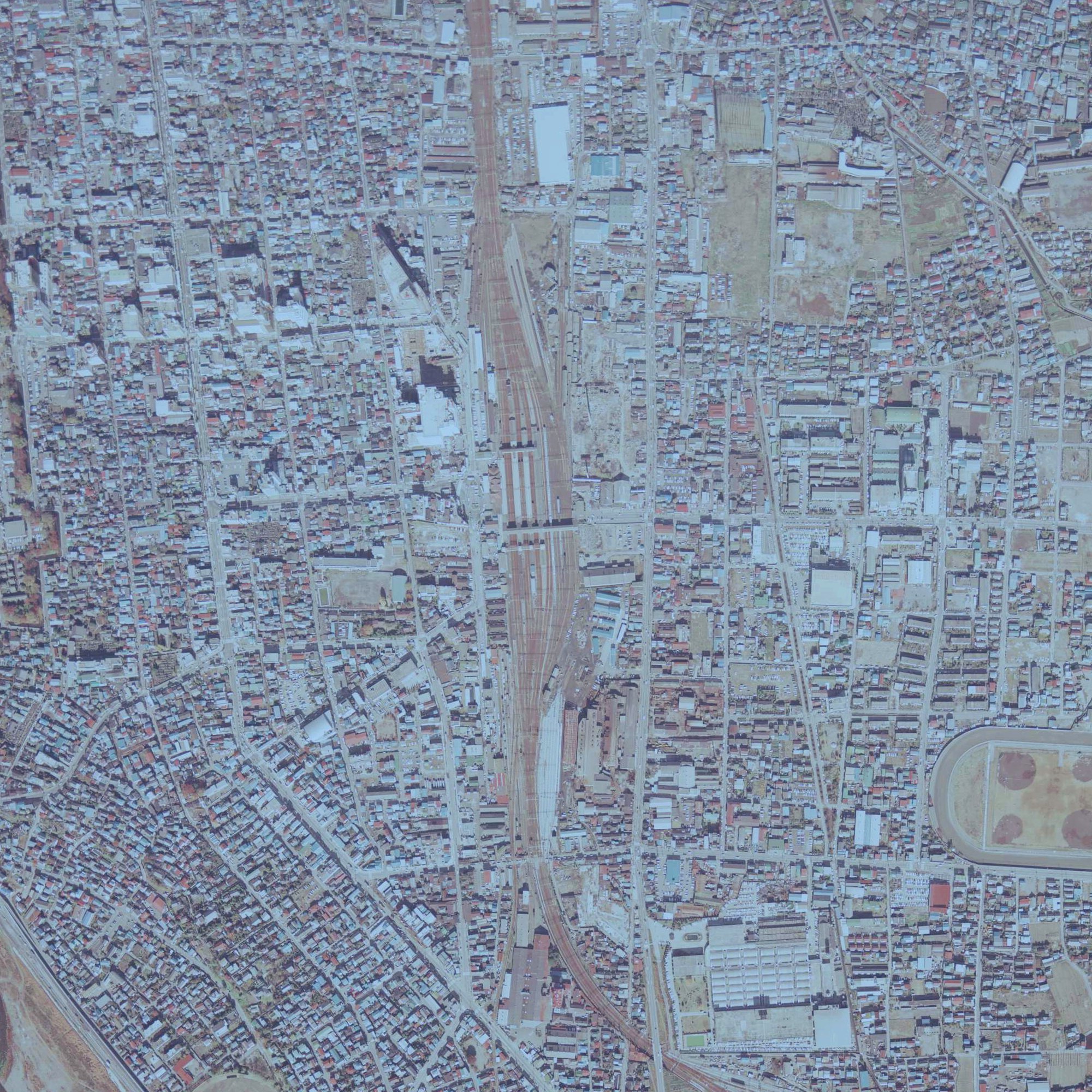
高崎駅周辺の空中写真（1975年11月撮影）

  - 5月1日：日本鉄道の駅として、新町 - 高崎間開通と同時に開業[2]。
  - 8月20日：日本鉄道線が前橋駅間まで開通。
- 1885年（明治18年）10月15日：官設鉄道（現在の信越本線）が横川駅まで開通[3]。
- 1897年（明治30年）5月10日：上野鉄道線（現在の上信電鉄上信線）が福島駅（現在の上州福島駅）まで開通[4]。
- 1900年（明治33年）：二代目駅舎に改築。
- 1906年（明治39年）11月1日：日本鉄道が国有化[2]。
- 1917年（大正6年）7月6日：三代目駅舎改築竣工。
- 1928年（昭和3年）：遺失物取卸駅に指定される。
- 1930年（昭和5年）5月23日：第3ホーム（現5・6番線）を増設。
- 1934年（昭和9年）11月13日：群馬県内で陸軍特別大演習。昭和天皇の乗車のお召し列車が同月17日にかけて発着[5]。
- 1935年（昭和9年）10月6日：北跨線橋増築。
- 1946年（昭和21年）
  - 3月25日：昭和天皇の群馬県行幸（昭和天皇の戦後巡幸）。原宿駅 - 高崎駅間でお召し列車が運行[6]。
  - 11月18日：東口営業開始。
- 1965年（昭和40年）10月1日：みどりの窓口を設置。
- 1966年（昭和41年）
  - 2月3日：第3ホームを上野方面に30メートル延伸。
  - 8月20日：旭町の中居里踏切が立体地下道になる。東口6番線に貨物コンテナ基地が完成。
  - 12月28日：上信電鉄新設ホーム使用開始。
- 1968年（昭和43年）9月6日：第4ホーム（現7・8番線）を新設[新聞 1]。
- 1970年（昭和45年）10月1日：旅行センターオープン[新聞 2]。
- 1971年（昭和46年）4月1日：駅レンタカー新設。
- 1973年（昭和48年）
  - 3月25日：コインロッカーを設置。
  - 11月21日：構内の専売局専用線が廃止される。
- 1975年（昭和50年）9月30日：構内の高崎製紙専用線が廃止される。
- 1976年（昭和51年）
  - 2月14日：1番線舗装、軌道を敷設。
  - 11月：上越新幹線工事着工。
- 1978年（昭和53年）7月17日：仮8番線使用を開始。
- 1980年（昭和55年）
  - 3月1日：中央跨線橋の新設工事着工。
  - 8月1日：西口駅前広場の改良工事着工。
  - 9月16日：仮駅舎建設工事着工。
  - 11月18日：駅ビル新築工事着工。
  - 11月29日：業務を仮駅本屋へ移転。
  - 12月1日：旧本屋（三代目駅舎）を解体。
- 1981年（昭和56年）
  - 2月25日：8番線使用開始および9番線の新設。
  - 5月1日：中央跨線橋、使用開始[新聞 3]。
  - 10月21日：構内の日清・日本製粉の専用線が廃止され、一般貨物の取り扱いが全廃される[2]。
- 1982年（昭和57年）
  - 3月1日：新駅舎完成[新聞 4]。
  - 4月14日：駅ビル高崎モントレーオープン。
  - 11月15日：上越新幹線が開業[7]。南跨線橋が自由通路となる。
- 1983年（昭和58年）10月5日：西口広場で陶板壁画「だるまの詩」の払拭会。
- 1985年（昭和60年）4月14日：西口の東西自由通路南側に客車を利用した高鉄局直営の喫茶店「ヴォワチュール」開店[新聞 5]。
- 1987年（昭和62年）4月1日：国鉄分割民営化により、国鉄の駅はJR東日本とJR貨物の駅となる[2][8]。
- 1994年（平成6年）12月3日：貨物列車の設定が廃止[8]。これ以降の貨物列車の発着は、上信電鉄向けの甲種輸送のみとなっている。
- 1995年（平成7年）12月14日：在来線改札口に自動改札機を設置し、供用開始[9]。
- 1997年（平成9年）10月1日：長野新幹線が開業。
- 1998年（平成10年）12月16日：新幹線改札口に自動改札機を設置し、供用開始[10]。
- 2001年（平成13年）
  - 11月18日：JR東日本でICカード「Suica」の利用が可能となる（信越本線以外）[報道 1]。
  - 12月1日：湘南新宿ライン運行開始。
- 2003年（平成15年）10月12日：上越新幹線でSuica FREX定期券およびSuica FREXパル定期券の利用が可能となる（東京方面のみ）[報道 2]。
- 2004年（平成16年）10月16日：1番線の客扱い廃止。
- 2005年（平成17年）
  - 7月3日：東西2箇所の改札口が1箇所に統合。それに伴いみどりの窓口が1箇所になり、上信電鉄との連絡運輸が廃止。
  - 9月25日：新幹線直通改札口新設[11]。
  - 秋：高崎駅東側にE’siteがオープン。
  - 冬：高崎駅ステーションルネッサンス完成。
- 2008年（平成20年）3月15日：モバイルSuica特急券のサービス開始[報道 3]。
- 2009年（平成21年）
  - 3月：東口と高崎タワー21を結ぶペデストリアンデッキが完成。
  - 3月14日：信越本線でICカード「Suica」の利用が可能となる。北陸新幹線 安中榛名駅および上越新幹線 上毛高原駅までSuica FREX定期券およびSuica FREXパル定期券の利用が可能となる[報道 4]。
- 2010年（平成22年）
  - 10月12日：Suica専用改札設置。
  - 12月12日：東口駅舎の改築と駅舎前のペデストリアンデッキの工事が完了。E’siteの拡張も完了し名称を「E’site高崎」に変更。
- 2012年（平成24年）3月1日：上信電鉄専用の出入り口が西口ロータリーに新設された。それに伴い、コンコースからの連絡階段・エスカレーターが廃止された。
- 2015年（平成27年）3月14日：北陸新幹線（長野 - 金沢間）開通により、それまでの長野新幹線は北陸新幹線と改称された。
- 2018年（平成30年）4月1日：タッチでGo!新幹線のサービスを開始[報道 5][報道 6][注釈 5]。
- 2020年（令和2年）3月14日：新幹線eチケットサービス開始[報道 7]。
- 2021年（令和3年）
  - 3月19日：「E’site高崎」内に駅ナカシェアオフィス「STATION WORK」のブース型「STATION BOOTH」が開業[12][報道 8]。
  - 3月31日：この日をもってびゅうプラザが営業終了[報道 9][報道 10]。
  - 7月3日：新幹線ホームに布袋寅泰の楽曲をアレンジした発車メロディ（後述）を導入[報道 11]。

## 駅構造

### JR東日本
- 高崎支社高崎統括センターの拠点駅。直営駅（終日社員配置駅）で、管理駅として以下の駅を管理する。
  - 高崎線：新町駅、倉賀野駅
  - 上越線：高崎問屋町駅、井野駅
  - 八高線：毛呂 - 北藤岡間の各駅
  - 信越本線：北高崎駅
- 発車標は全ホーム・改札口でLED式のものが使用されているが、在来線改札口そば（改札外）にLCD式の発車標も設置されている。
- かつては戸閉放送のみ自動放送が流れ、それ以外の接近・到着時は駅員による肉声案内であったが、2020年9月に放送設備を更新し、接近・到着時においても自動放送が流れるようになった。

#### 在来線
在来線は、島式ホーム3面6線と、4番線の倉賀野方を切欠いた切欠きホーム1線、計3面7線を持つ地上駅である。八高線（全列車が3番線を発着）を除き、基本的に路線ごとに発車番線が固定されていない。そのため、2・4・5・6・7番線についてはラインカラーの区別や路線別に分けた表記はせず、コーポレートカラーの緑（■）を用いて方向別に一括して表記している。単式ホームの1番線は、かつて特急列車の発着等に使用されていたが、2004年10月を以てホームを廃止し貨物や回送等の通過線となった。跡地は上信電鉄改札口への通路に転用された。臨時列車及び特急列車は大半が2番線（一部のみ7番線）から発車する。但し「SLぐんま」2種の同時発車イベントが催される場合は「よこかわ」が4番線から、「みなかみ」が5番線から発車する。折り返しの列車はどちらも8番線に到着し、そのまま回送される。
2017年5月以降、7・8番線ホームの大宮寄り末端で定期的に一定時間の入場規制が入るようになっている。
2021年頃に7番線ホーム上屋に上越線、信越線への出発信号機、発車ベルスイッチ等が設置され、2022年3月ダイヤ改正より、7番線からの上越・両毛線方面への列車が数本設定された。
飲食施設としては、5番線・6番線ホームに老舗そばや「すかや」が出店していたことがある。
1983年7月、駅弁製造の「たかべん」がホーム上に立ち食いスタイルのそば店を開業し、ホーム上の5番目の店舗だったことから「高崎そば第5売店」と名付けられた。その後は2017年4月にNRE高崎サービス、2022年4月にJR東日本クロスステーションが引き継ぎ2・4番線ホームで営業されてきた。看板には「旅の味」を掲げ、「舞茸天そば」や「かき揚げ天そば」が人気メニューとなっていた。施設の老朽化により2023年7月から休業となっていたが、利用者への感謝として同年9月下旬から週末限定で営業を再開したのち、2023年10月8日で閉店となった。

#### 新幹線
新幹線は、島式ホーム2面4線と通過線2線を持つ高架駅。ホームがあるのは副本線で、通過線が本線となっている。全ホームに乗車案内表示器を設置（14番線のものは先発列車のみ）。コンコースには先発列車の編成案内表示器も設置されている。基本的に北陸新幹線は11番線（下り）・14番線（上り）、上越新幹線は12番線（下り）・13番線（上り）から発車する。なお、北陸新幹線の一部列車が本線ではなく14番線を通過することがあり、その際は駅構内前後の分岐器による制限および安全のため減速して通過する。
上越新幹線と北陸新幹線の施設上の分岐点は当駅から約4 km北側で、北陸新幹線の下り線はこの分岐点まで上越新幹線の線路を走っている。一方、上り線は当駅構内まで上越新幹線と北陸新幹線の線路が別になっている。この下り線の分岐点には、純日本製で日本最大の「ノーズ可動式38番高速分岐器」が設置されており、分岐側（長野側）へは160 km/hで、直線側（新潟側）へは240 km/h以上での走行が可能である。なお、この分岐器の挿入工事には延べ3日を要し、その間は上越新幹線の部分運休が実施されその代替として上越線の当駅 - 越後湯沢間で「新幹線リレー号」が運転され上沼垂運転区（当時）所属の485系や長野総合車両所（当時）所属の489系、青森運転所（当時）所属の485系と583系などが使用された。
このように下り線だけ一部で線路を共用してその先に高速分岐器を配置しながら、上り線では高速分岐器を使用せずに線路を別にしているのは、線路の立体交差と関係している。北陸新幹線の上り線が上越新幹線の上り線に合流するためには最低でも上越新幹線の下り線をまたがなければならず、分岐点では実際に上越新幹線の上下線の上をまたぎこす立体交差になっている。立体交差をした後に、線路を接続できる同じ高さまで降りてくるためにはある程度の距離を必要とするため、この間が別線となり、そのまま駅構内へと接続することになる。また、双方からの列車がほぼ同時に進入してきた際にも分岐点の手前で待たせることなく、同時に駅構内へ入れることができるという利点もある。これに対して下り線側は上越新幹線と北陸新幹線が同時に駅を出発する必要性は薄い上に、他の線路をまたがずに分岐できることから、別線路を敷設する建設費を節約するために実際の分岐点まで線路を共用している。この間に加速した新幹線が分岐点通過に際して減速を強いられるのは不合理であることから、反位側でも160 km/hの高速で通過可能となる38番ノーズ可動式分岐器を配置することになった。
ホームの屋根の一部にソーラーパネルが設置されており、ここで発電した電気は駅構内の照明や空調設備に使用されている。

#### のりば
| 番線              | 路線             | 方向       | 行先                                 | 備考                                             |
| ----------------- | ---------------- | ---------- | ------------------------------------ | ------------------------------------------------ |
| 在来線 地上ホーム |                  |            |                                      |                                                  |
| 1                 | （通過線）       | （通過線） | （通過線）                           | ホームとしての使用は停止                         |
| 2・4              | ■ 高崎線         | 上り       | 大宮・東京・新宿・横浜方面           | 主に当駅始発の列車が使用                         |
| 2・4              | ■ 湘南新宿ライン | 上り       | 大宮・東京・新宿・横浜方面           | 主に当駅始発の列車が使用                         |
| 2・4              | ■ 上野東京ライン | 上り       | 大宮・東京・新宿・横浜方面           | 主に当駅始発の列車が使用                         |
| 2・4              | ■ 上越線         | 下り       | 新前橋・渋川・水上・長野原草津口方面 | 「SLぐんま みなかみ」は2番線から発車             |
| 2・4              | ■ 吾妻線         | 下り       | 新前橋・渋川・水上・長野原草津口方面 | 特急「草津・四万」は主に2番線から発車            |
| 2・4              | ■ 両毛線         | 下り       | 新前橋・前橋・桐生・小山方面         | 主に高崎線からの直通列車（前橋行き）が使用       |
| 2・4              | ■ 信越本線       | 下り       | 横川方面                             | 「SLぐんま よこかわ」は2番線から発車             |
| 3                 | ■ 八高線         | 上り       | 高麗川・拝島・八王子方面             | 拝島・八王子方面は高麗川で乗り換え               |
| 5・6              | ■ 上越線         | 下り       | 新前橋・渋川・水上・長野原草津口方面 | 当駅始発の普通列車は主に5番線を使用              |
| 5・6              | ■ 吾妻線         | 下り       | 新前橋・渋川・水上・長野原草津口方面 |                                                  |
| 5・6              | ■ 両毛線         | 下り       | 新前橋・前橋・桐生・小山方面         | 当駅始発の普通列車は主に6番線を使用              |
| 5・6              | ■ 信越本線       | 下り       | 横川方面                             | 主に5番線から発車                                |
| 7                 | ■ 高崎線         | 上り       | 大宮・東京・新宿・横浜方面           | 主に両毛・上越線からの直通列車及び特急列車が使用 |
| 7                 | ■ 湘南新宿ライン | 上り       | 大宮・東京・新宿・横浜方面           | 主に両毛・上越線からの直通列車及び特急列車が使用 |
| 7                 | ■ 上野東京ライン | 上り       | 大宮・東京・新宿・横浜方面           | 主に両毛・上越線からの直通列車及び特急列車が使用 |
| 7                 | ■ 上越線         | 下り       | 新前橋・渋川・水上・長野原草津口方面 | 一部列車のみ                                     |
| 7                 | ■ 吾妻線         | 下り       | 新前橋・渋川・水上・長野原草津口方面 | 一部列車のみ                                     |
| 7                 | ■ 両毛線         | 下り       | 新前橋・前橋・桐生・小山方面         | 一部列車のみ                                     |
| 7                 | ■ 信越本線       | 下り       | 横川方面                             | 一部列車のみ                                     |
| 8                 | ■ 高崎線         | 上り       | 大宮・東京・新宿・横浜方面           | 主に両毛・上越線からの直通列車及び特急列車が使用 |
| 8                 | ■ 湘南新宿ライン | 上り       | 大宮・東京・新宿・横浜方面           | 主に両毛・上越線からの直通列車及び特急列車が使用 |
| 8                 | ■ 上野東京ライン | 上り       | 大宮・東京・新宿・横浜方面           | 主に両毛・上越線からの直通列車及び特急列車が使用 |
| 新幹線 高架ホーム |                  |            |                                      |                                                  |
| 11・12            | 上越新幹線       | 下り       | 長岡・新潟方面                       |                                                  |
| 11・12            | 北陸新幹線       | 下り       | 長野・富山・金沢・敦賀方面           |                                                  |
| 11・12            | 新幹線           | 上り       | 大宮・上野・東京方面                 | 当駅始発の列車のみ                               |
| 13・14            | 新幹線           | 上り       | 大宮・上野・東京方面                 |                                                  |

（出典：JR東日本:駅構内図）
上越線・信越本線の下り主本線は1番線で、高崎線の上り主本線は7番線である。

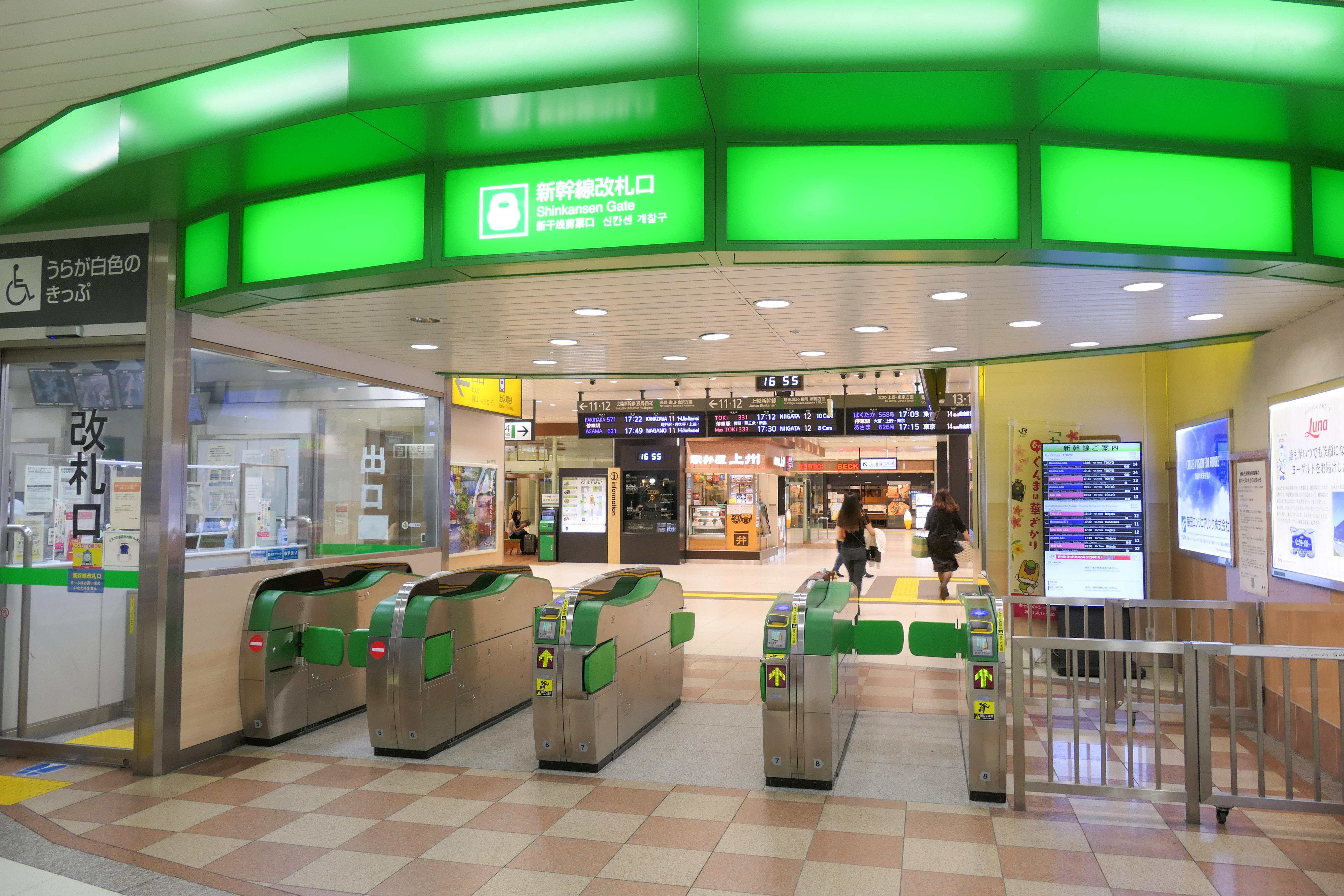
新幹線改札口（2021年6月）
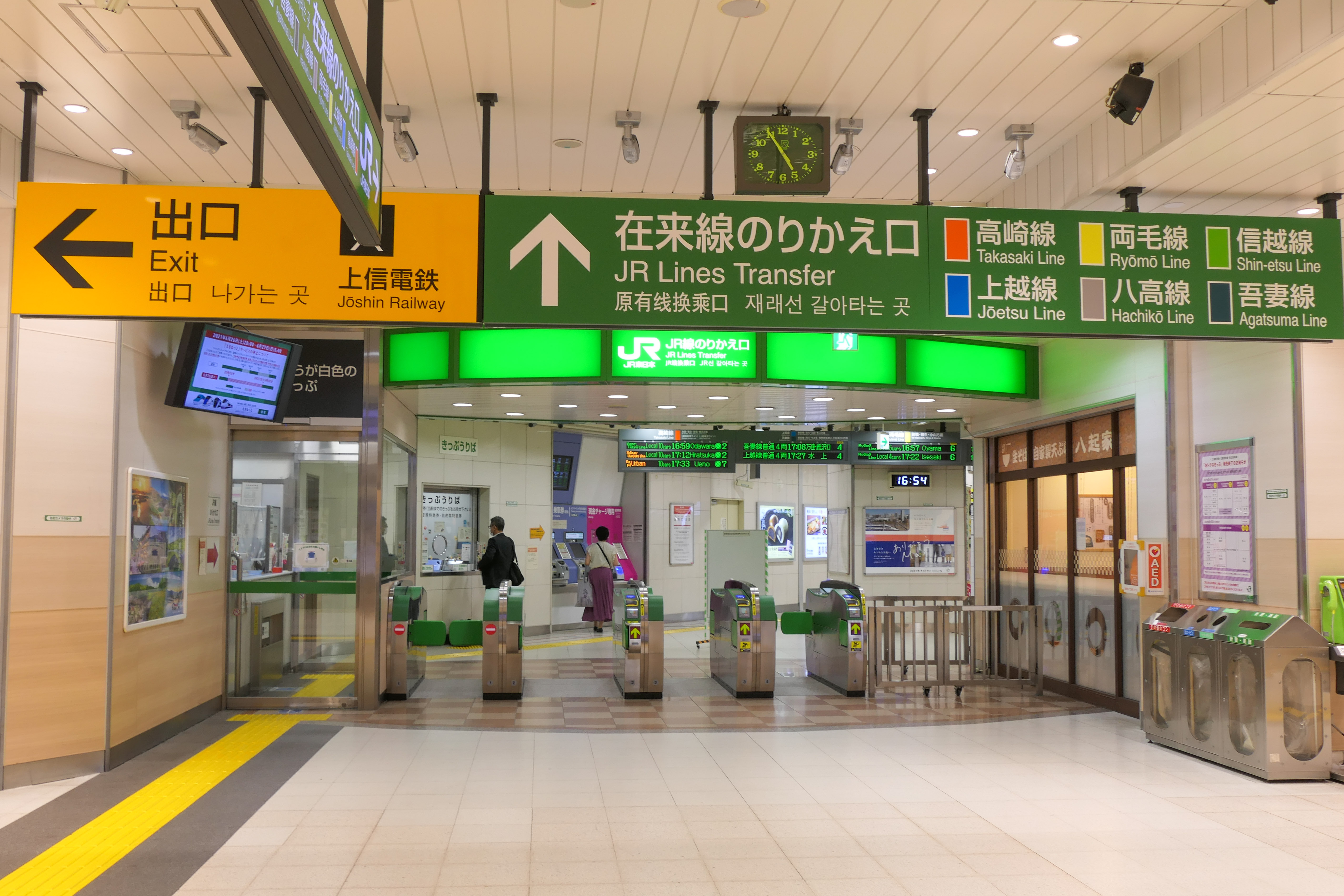
在来線・新幹線乗換改札口（2021年6月）
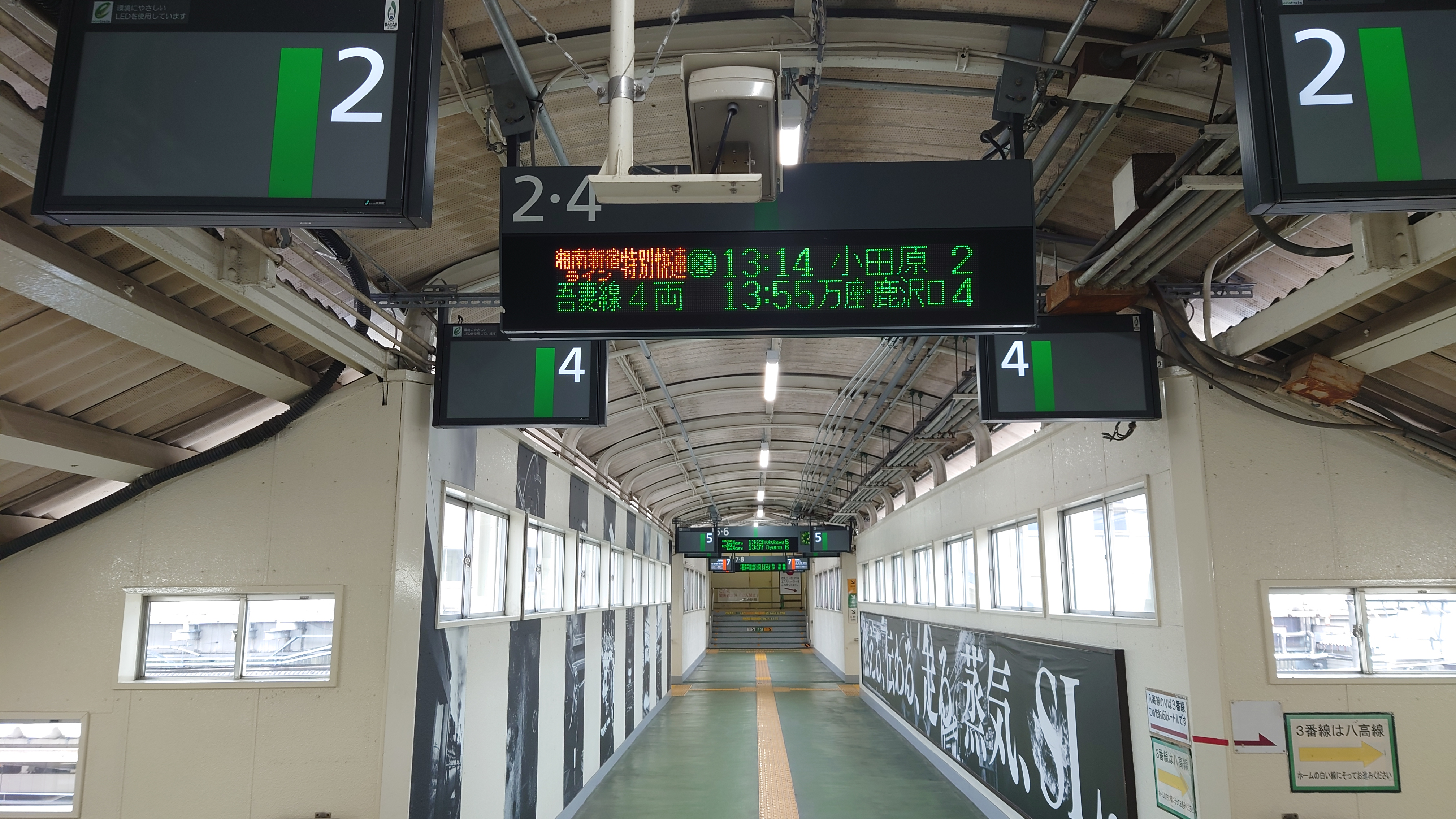
在来線ホーム間連絡通路（2021年1月）
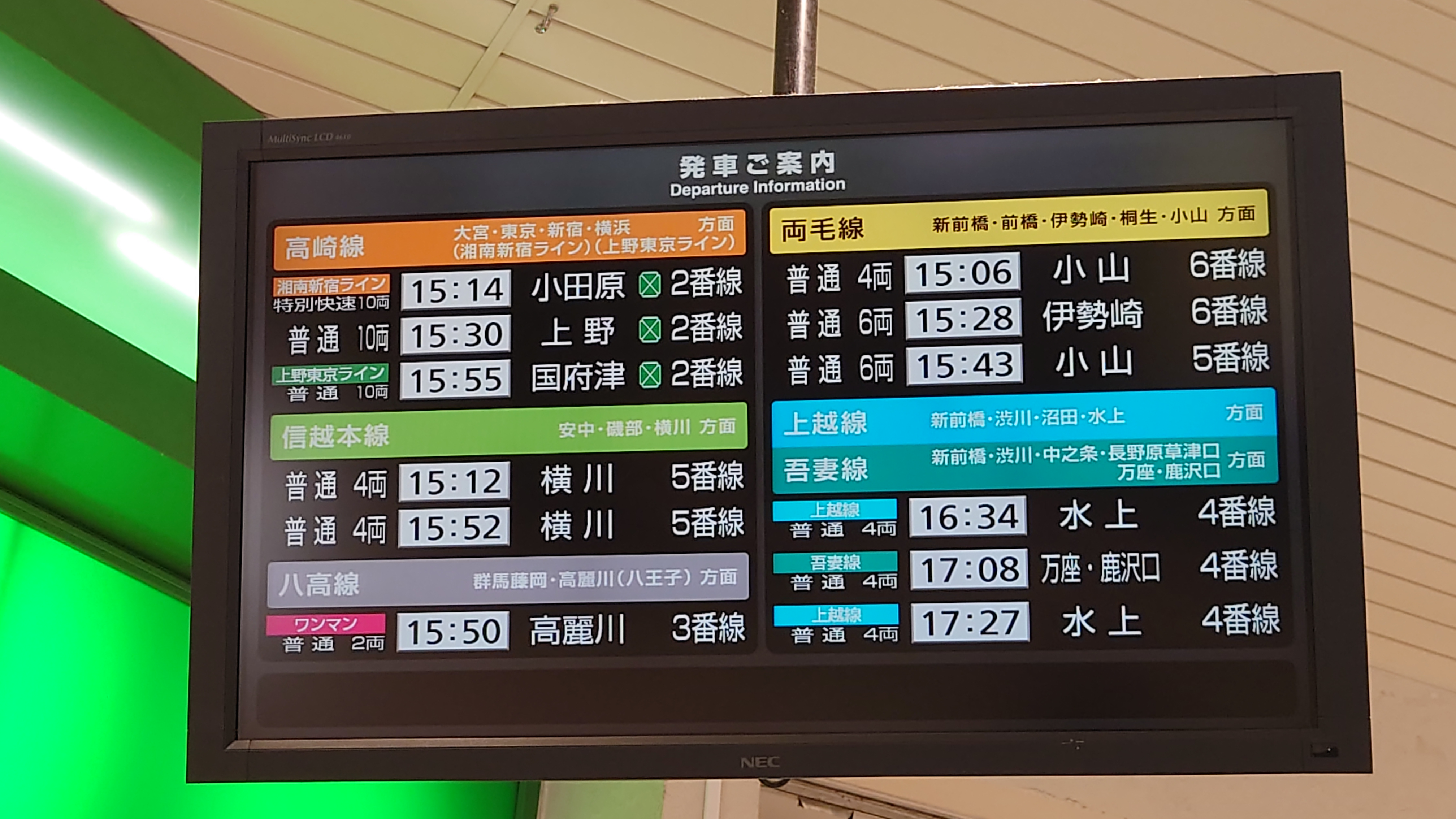
在来線改札口横に設置されたLCD式発車標（2021年1月）
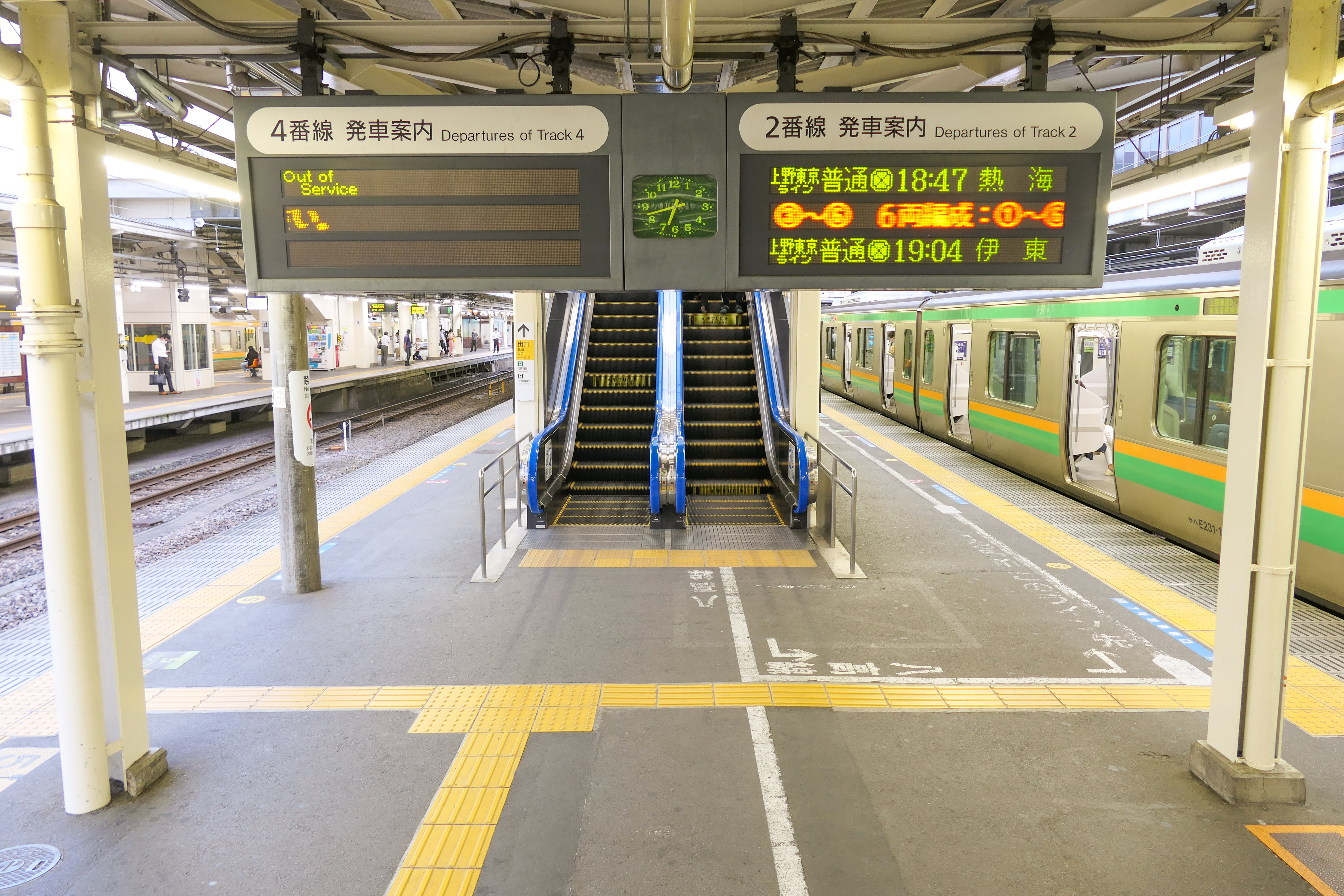
在来線2・4番線ホーム（2021年6月）
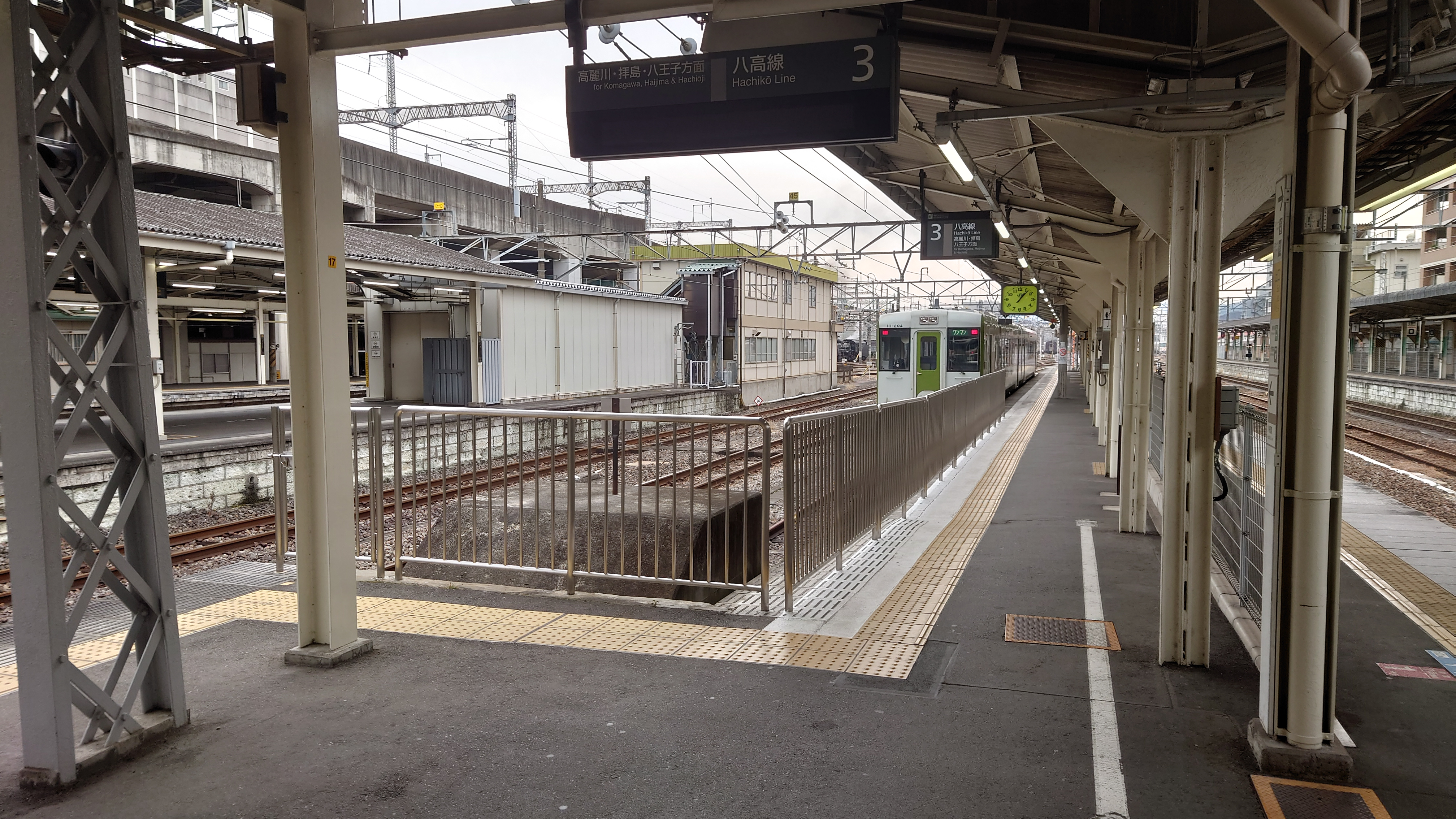
在来線3番線ホーム（2021年1月）
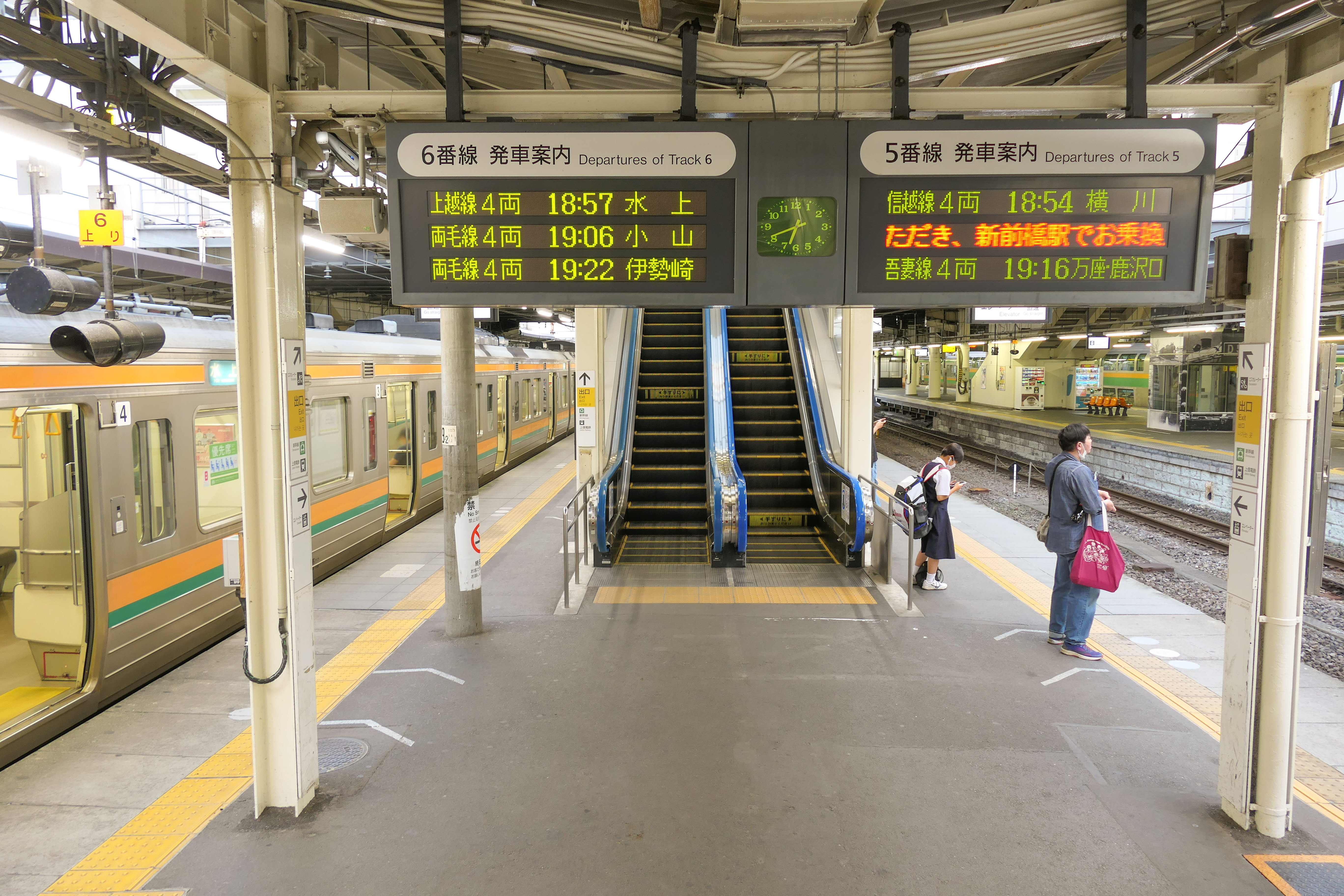
在来線5・6番線ホーム（2021年6月）
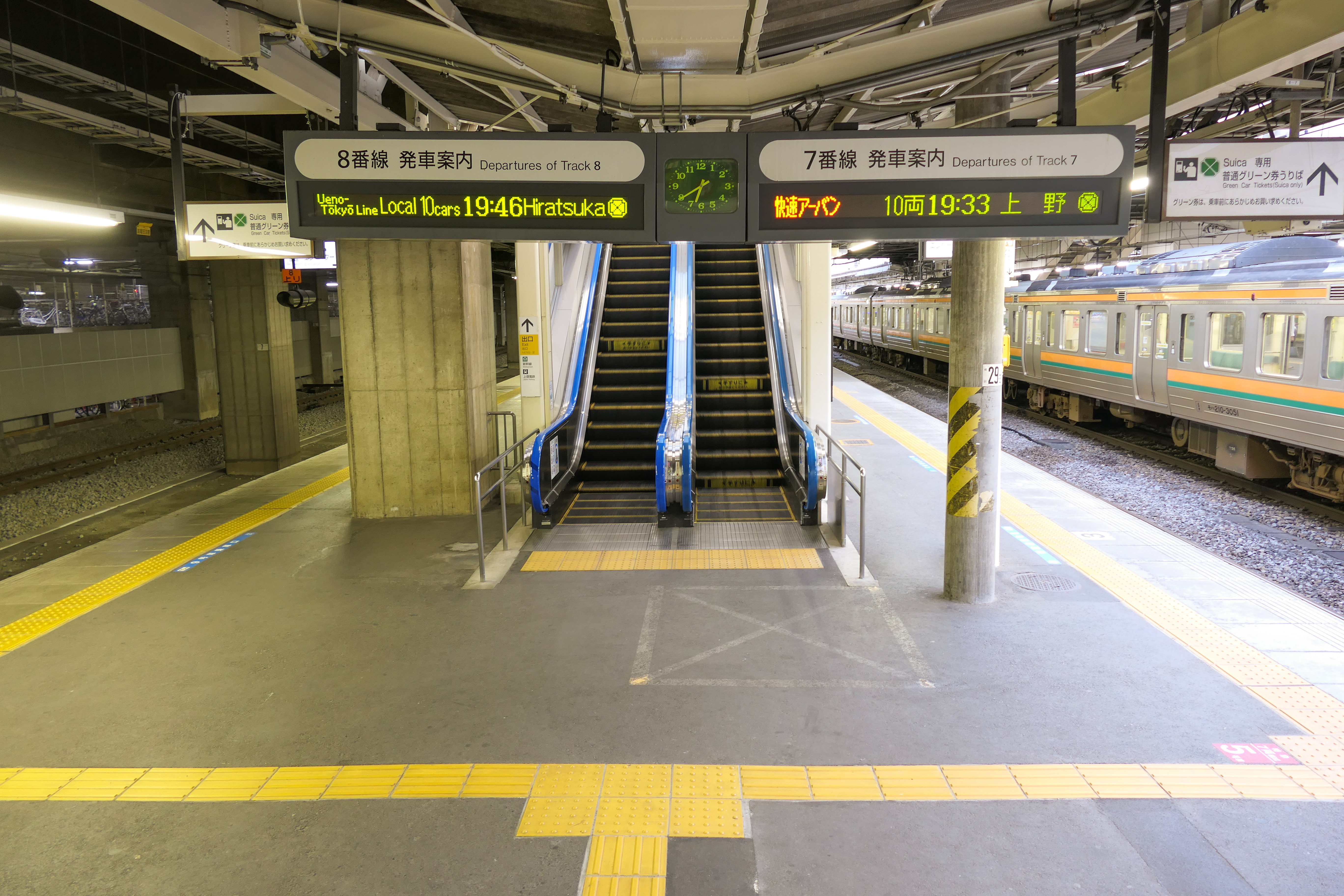
在来線7・8番線ホーム（2021年6月）
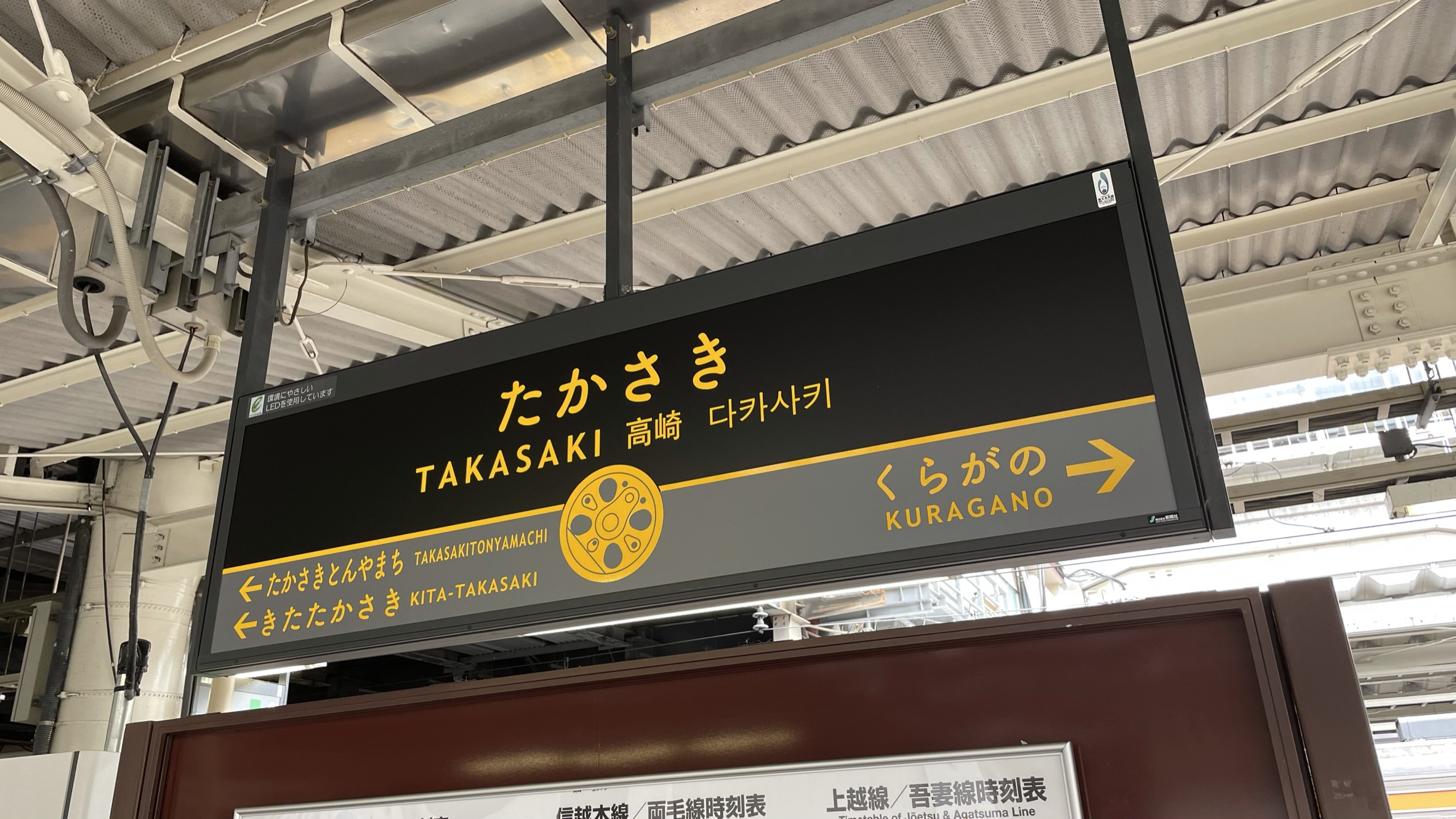
在来線2・4番線駅名標（2021年6月）
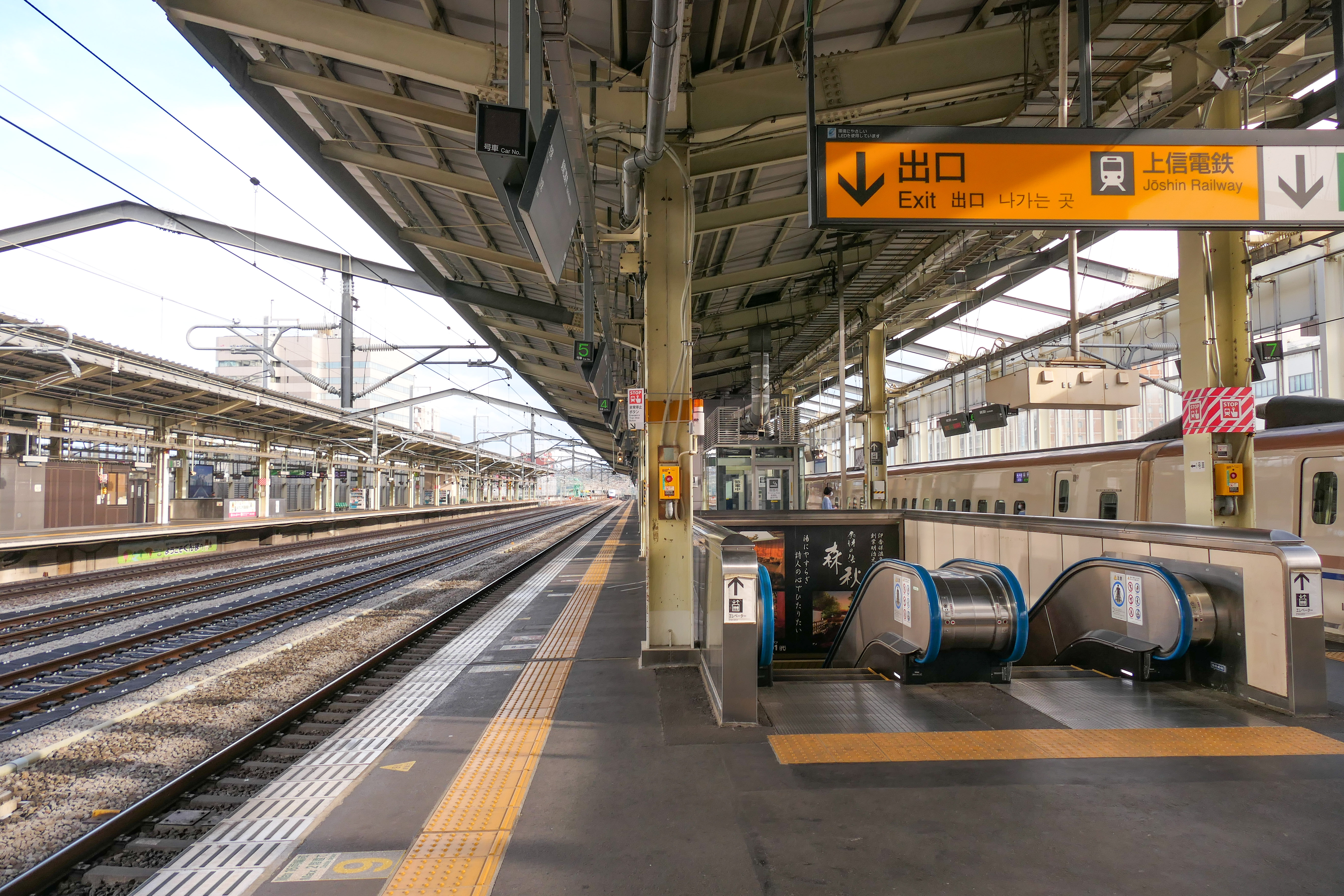
新幹線11・12番線ホーム（2021年6月）
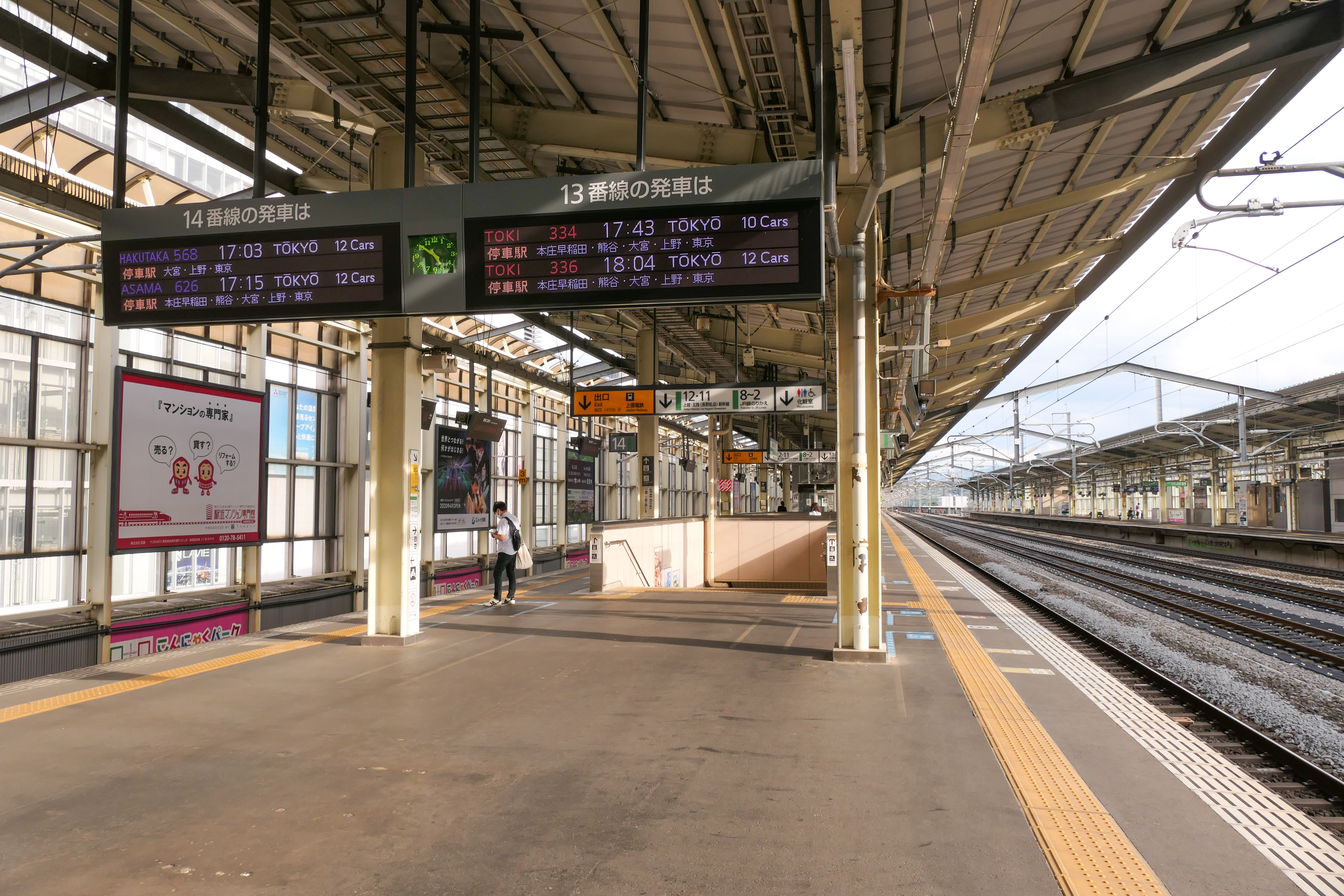
新幹線13・14番線ホーム（2021年6月）

#### 発車メロディ
在来線ホームでは長らく全番線で東洋メディアリンクス制作の「Gota del Vient」を使用していたが（ただし、八高線のワンマン列車では発車メロディを使用しない）、2025年7月15日に、別のメロディに変更している。
新幹線ホームでは長らくベルを使用していたが、2021年7月3日に、高崎市出身の布袋寅泰の楽曲をアレンジしたメロディに変更している。これは、布袋が2020年6月に同市内にオープンした群馬コンベンションセンター（Gメッセ群馬）のテーマ曲「Great Messenger」の制作を手掛けたことや、同施設で企画展「HOTEI 40th Anniversary Guitar Exhibition “時代を奏でた40本の愛機たち”」を開催したこと、さらに群馬県のマスコットキャラクター・ぐんまちゃんとのコラボグッズの開発や、ぐんまちゃんが登場する「Great Messenger」のミュージック・ビデオの制作等、施設のイメージ・ブランド力の向上に多大な貢献をしたことがきっかけとなり、群馬県とJR東日本高崎支社が共同で企画したものである。メロディはスイッチの制作で、編曲は福嶋尚哉が手掛けた。
| 11・12 |  | さらば青春の光  |
| 13・14 |  | Great Messenger |

### 上信電鉄
JR旧1番線ホームの南側に頭端式ホーム（0番線）と駅舎がある。常時1名 - 5名の駅員が配置されている。上信線の発着番線はかつて9番線と呼ばれていたが、JRの番線新設にともない9番線から0番線に名称変更された。この0番線ホームおよび通路はJRの所有物であり、上信電鉄がJRと賃貸契約を結んでいる。
2005年（平成17年）7月まではJRと改札口を共有していたが、連絡運輸の廃止によりJRと改札口は分離された。分離後は1番線の大部分を通路と改札に使っている。
2012年（平成24年）3月までは中央コンコースから直接上信線ホームに降りる通路があった。だが当該通路のエスカレーターの老朽化や施設管轄の関係により、高崎駅西口駅前ターミナルに面して、上信線専用の出入り口が新設された。これに伴って、今までの通路は閉鎖された。
2014年の富岡製糸場の世界遺産登録と同時期に高見沢サービス製の自動券売機が導入された。自動券売機で発券されるのは軟券乗車券であるが、窓口では硬券乗車券も発売されている。窓口では各種グッズや記念乗車券、記念入場券類の他、使用済み硬券および軟券古きっぷ、富岡製糸場往復割引乗車券や、一日全線フリー乗車券なども発売されている。
発車メロディは、テレサ・テンの『美酒加珈琲』をアレンジしたものが使用されている。また､美酒加珈琲がある程度鳴り終わると発車ベルが鳴る仕組みになっている。ちなみに､待合室では『交響曲第40番』が鳴る。

#### のりば
| 番線 | 路線    | 行先             |
| ---- | ------- | ---------------- |
| 0    | ■上信線 | 富岡・下仁田方面 |

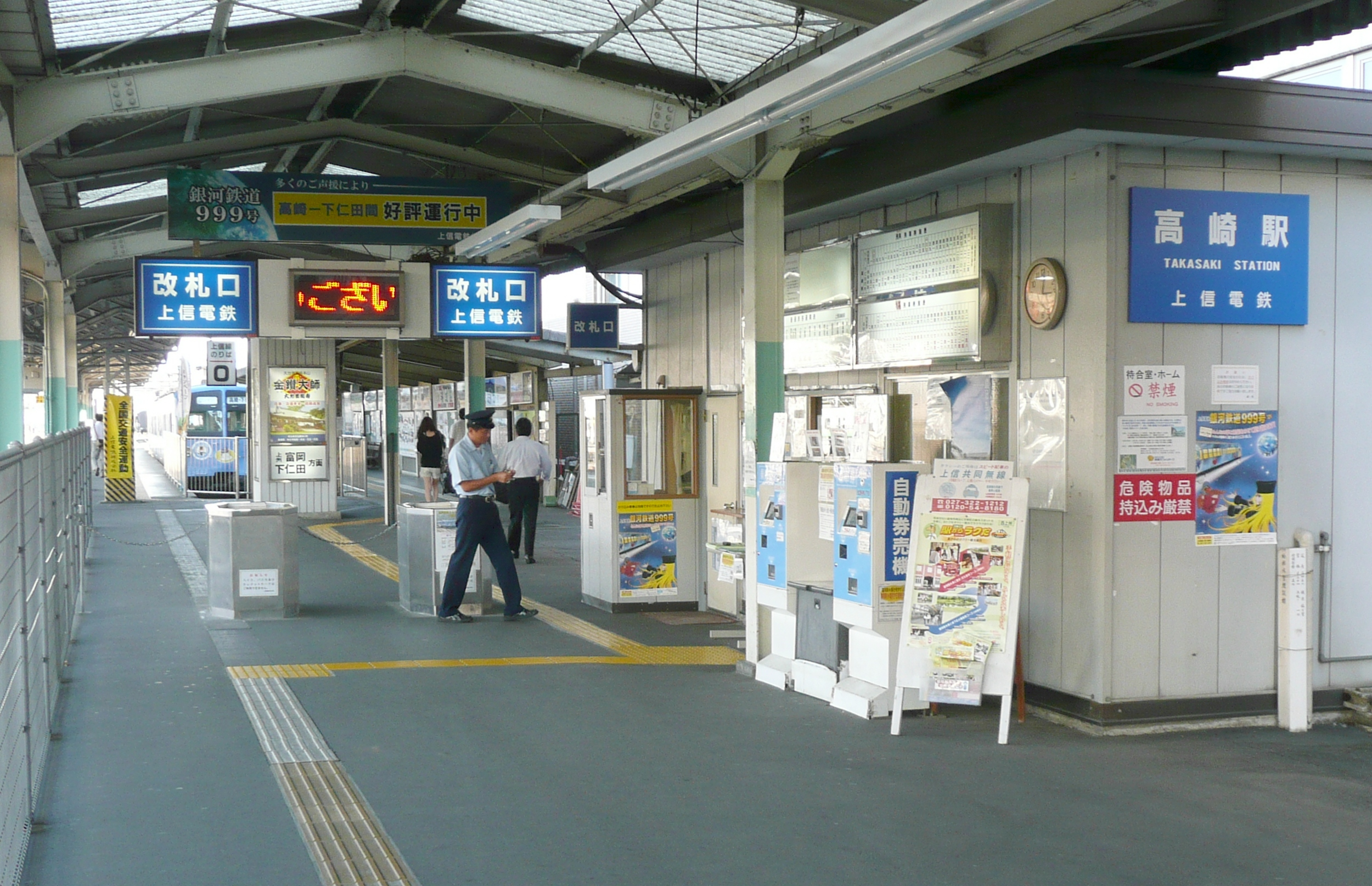
上信電鉄改札口（2011年9月）

### 高崎駅構内の施設
当駅は東口・西口の双方にペデストリアンデッキが整備されており、それぞれのデッキ中央から駅構内への中央コンコースと、南側に東西自由通路（かつて改札が東西に分かれていたころの名残）がある。

#### 中央コンコース
東西を結ぶ中央コンコースは「シンフォニック・アヴェニュー」と名付けられており、キオスクや駅弁販売店、NewDaysの店舗がある。
JR在来線の改札口はコンコースの中央部に存在し、新幹線改札口はコンコース東寄りにある。上信電鉄乗り場（0番線・JR改札外）へはかつてはコンコース西寄りから階段で分かれていたが、2012年3月1日に西口ロータリーに出入り口が新設され、コンコースからの連絡階段は廃止された。0番線への通路は、かつての1番線の大部分が転用されており、そば屋とトイレがある。
JR改札口の向かい側には、群馬県観光案内所・高崎市観光案内所と高崎駅インフォメーションセンター、JR東日本お客さま相談室がある。

#### 西口側

西口の福沢一郎の陶板壁画「だるまの詩」

上越新幹線開業と同時にオープンした駅ビル「高崎モントレー」があり、コンコース階のラジオ高崎のサテライトスタジオや各階に商業施設のほか、6階 - 10階にホテルメトロポリタン高崎がある。
西口の施設を以下に示す。モントレー内の商業施設などについては、当該記事を参照。
- 1階
  - 高崎警察署高崎駅西交番（夜間は無人となり、高崎駅東交番に警察官が常駐している）
  - 東和銀行ATM
  - ローソン
  - マツモトキヨシ
  - モントレー1階通路
- 2階
  - モントレー店舗
- コンコース階
  - モントレーエントランス
  - ラジオ高崎サテライトスタジオ「CoCoA」
- 西口駐輪場（利用可能時間：6時00分 - 終電）
- 3階 - 7階
  - モントレー店舗
- 6階 - 10階
  - ホテルメトロポリタン高崎
- 8階
  - モントレー屋上庭園・貸し菜園

#### 東口側
東口側にはE’site（イーサイト）高崎が2010年12月12日にオープンし、多数の店舗が入居している。
東口の施設を以下に示す。イーサイト内の商業施設などについては、当該記事を参照。
- 1階
  - イーサイト店舗
- 2階（西口の駅ビルモントレーを基準にすると「コンコース階」）
  - イーサイト店舗
  - 東口駐輪場通路
  - VIEW ALTTE（JR東日本のATM）
- 3階
  - 高崎市市民サービスセンター
  - 高崎駅献血ルーム Harmony

## 貨物取扱
JR貨物の駅は現在、臨時車扱貨物の取扱駅となっており、定期貨物列車の設定はない。ただし、稀に上信電鉄の車両を輸送する甲種輸送列車が発着することがある。
1994年9月までは上信電鉄に連絡する貨物列車が設定されていた。また、かつては駅の南側にある日本製粉高崎工場（後のニップン冷食高崎工場。2012年3月閉鎖、跡地は現・高崎アリーナ）へ続く専用線があり、穀物輸送などが行われていたが、1994年3月ごろに廃止された。また、駅北側にあった日清製粉高崎工場（1988年6月閉鎖）への専用線もあり、鶴見線大川駅から穀物輸送が行われていたが、工場の閉鎖に伴い廃止された。

## 駅弁
当駅の駅弁はすべて高崎弁当の調製である。主な駅弁は下記の通り。
- 上州牛肉弁当
- 上州舞茸弁当
- だるま弁当
- チャーシュー弁当
- 特製幕の内弁当
- 鶏めし弁当

かつては毎日朝7時から9時の間のみ100個限定で「上州の朝がゆ」が販売されており隠れた名物として知られていたが、2019年5月頃に販売を終了した。

## 利用状況
新幹線をはじめ多くの路線が集中する北関東最大のターミナル駅（利用客では宇都宮駅の方が多い）であるため、県庁所在地の中心駅である前橋駅よりも乗車人員は多く、群馬県内の駅で最多となっている。さらに、新幹線の乗車人員は東京都内にある上野駅よりも多く、通過列車の設定がある駅では最多である。
- JR東日本 - 2023年度（令和5年度）の1日平均乗車人員は30,751人である[JR 1]。
  - 新幹線の1日平均乗車人員は12,942人である[新幹線 1]。
- 上信電鉄 - 2022年度（令和元年度）の1日平均乗車人員は1,964人である[上信 1]。
- JR貨物（貨物取扱量）
  - 1993年度 約15,330トン
  - 以降は毎年度0トンとなっている。

1987年度（昭和62年度）以降の1日平均乗車人員の推移は以下のとおりである。
| 乗車人員推移       | 乗車人員推移 | 乗車人員推移 | 乗車人員推移 |
| 年度               | JR東日本     | JR東日本     | 上信電鉄     |
| 年度               | 計           | 新幹線       | 上信電鉄     |
| ------------------ | ------------ | ------------ | ------------ |
| 1987年（昭和62年） | 24,891       |              |              |
| 1988年（昭和63年） | 22,874       |              |              |
| 1989年（平成元年） | 24,355       |              |              |
| 1990年（平成02年） | 26,231       |              |              |
| 1991年（平成03年） | 28,848       |              |              |
| 1992年（平成04年） | 30,234       |              |              |
| 1993年（平成05年） | 30,139       |              |              |
| 1994年（平成06年） | 29,692       |              |              |
| 1995年（平成07年） | 29,634       |              |              |
| 1996年（平成08年） | 29,711       |              |              |
| 1997年（平成09年） | 29,080       |              | 2,741        |
| 1998年（平成10年） | 28,444       |              | 2,575        |
| 1999年（平成11年） | 27,913       |              | 2,425        |
| 2000年（平成12年） | 27,615       |              | 2,414        |
| 2001年（平成13年） | 27,905       |              | 2,250        |
| 2002年（平成14年） | 27,784       |              | 2,278        |
| 2003年（平成15年） | 27,830       |              | 2,126        |
| 2004年（平成16年） | 27,632       |              | 2,023        |
| 2005年（平成17年） | 27,698       |              | 2,038        |
| 2006年（平成18年） | 28,280       |              | 1,954        |
| 2007年（平成19年） | 28,366       |              | 1,952        |
| 2008年（平成20年） | 28,749       |              | 2,082        |
| 2009年（平成21年） | 27,736       |              | 2,049        |
| 2010年（平成22年） | 27,443       |              | 2,052        |
| 2011年（平成23年） | 27,710       |              | 2,022        |
| 2012年（平成24年） | 28,733       | 13,027       | 2,161        |
| 2013年（平成25年） | 29,468       | 13,515       | 2,158        |
| 2014年（平成26年） | 29,111       | 13,598       | 2,362        |
| 2015年（平成27年） | 29,748       | 14,013       | 2,295        |
| 2016年（平成28年） | 29,960       | 14,208       | 2,215        |
| 2017年（平成29年） | 31,012       | 14,468       | 2,234        |
| 2018年（平成30年） | 32,169       | 14,594       | 2,280        |
| 2019年（令和元年） | 32,160       | 14,293       | 2,260        |
| 2020年（令和02年） | 20,207       | 7,728        | 1,436        |
| 2021年（令和03年） | 22,940       | 8,757        | 1,694        |
| 2022年（令和04年） | 27,299       | 11,271       | 1,964        |
| 2023年（令和05年） | 30,751       | 12,942       |              |

## 駅周辺
当駅を中心として高崎市の中心市街地が展開しており、特に東口周辺の開発が目立つ。高崎駅と周辺の高層ビルや商業施設をつなぐペデストリアンデッキがあり、また、東口に清水建設が長年保有していた土地にヤマダ電機の本社兼大型都市型量販店「LABI1高崎」が2008年7月11日にオープンした。ヤマダ電機は前橋市発祥の企業であるが、交通利便性を理由に高崎駅前に本社を移転した。
駅の東西にロータリーがある。西口前にはバスのりばが集中し、駅の2階からペデストリアンデッキが各バスのりばと各方向の歩道を結んでいる。駅の周辺には店舗やオフィスビル、ホテル、マンション、各種公共施設、各官庁出先機関などが立ち並んでいる。郊外型のロードサイド店舗優勢の群馬県において県内随一の駅前繁華街である。

### 西口
高崎市の中心街に面していることもあり東口に先立ち再開発が行われ、東口に比べると活気がある。またペデストリアンデッキは再開発によって設置されたアパホテルやワシントンホテルなどの施設とも直結している。以後周辺の開発に合わせ、徒歩1分程度の場所の高島屋高崎店や高崎オーパにもデッキが通じている。
「高崎駅西口駅前広場」は、平成6年度手づくり郷土賞を受賞。
商業施設
- 高崎モントレー（駅ビル）
- 高崎オーパ
- 高崎高島屋
- スズラン高崎店
- ラ・メルセ
- アニメイト高崎

宿泊施設
- ホテルメトロポリタン高崎 - 2021年3月5日より、駅ナカシェアオフィス「STATION WORK」が利用可能（事前予約制）[21][報道 14]
- 高崎ワシントンホテルプラザ
- 高崎アーバンホテル
- アパホテル〈高崎駅前〉
- 長谷川ホテル
- セントラルホテル
- パークイン高崎
- 東横イン高崎駅西口（1・2）
- ルートイン高崎
- 高崎駅前プラザホテル
- ホテルグランビュー高崎
- ドーミーイン高崎

郵便局
- 高崎郵便局（ゆうちょ銀行高崎店併設）
- 高崎駅前通郵便局
- 高崎高松郵便局
- 高崎鶴見町郵便局

金融機関
- 群馬銀行高崎北支店、高崎田町支店、高崎西支店
- 東和銀行高崎南支店
- 高崎信用金庫南支店
- みずほ銀行高崎支店
- 横浜銀行高崎支店
- 足利銀行高崎支店
- 第四北越銀行高崎支店
- 八十二銀行高崎支店

公園・史跡
- 高崎城址・高崎城址公園
- 高崎神社
- 諏訪神社
- 高崎公園
- もてなし広場
- 姉妹都市公園

公共施設
- 高崎市役所
- 高崎市美術館
- シティギャラリー
- 群馬音楽センター
- シンフォニーホール
- コアホール
- 高崎アリーナ
- 国立病院機構高崎総合医療センター（高崎病院）
- 高崎市総合保健センター

官公署
- 前橋地方検察庁高崎支部
- 高崎区検察庁
- 前橋地方裁判所高崎支部・前橋家庭裁判所高崎支部・高崎簡易裁判所
- 東京出入国在留管理局高崎出張所
- 日本貿易振興機構群馬貿易情報センター（ジェトロ）

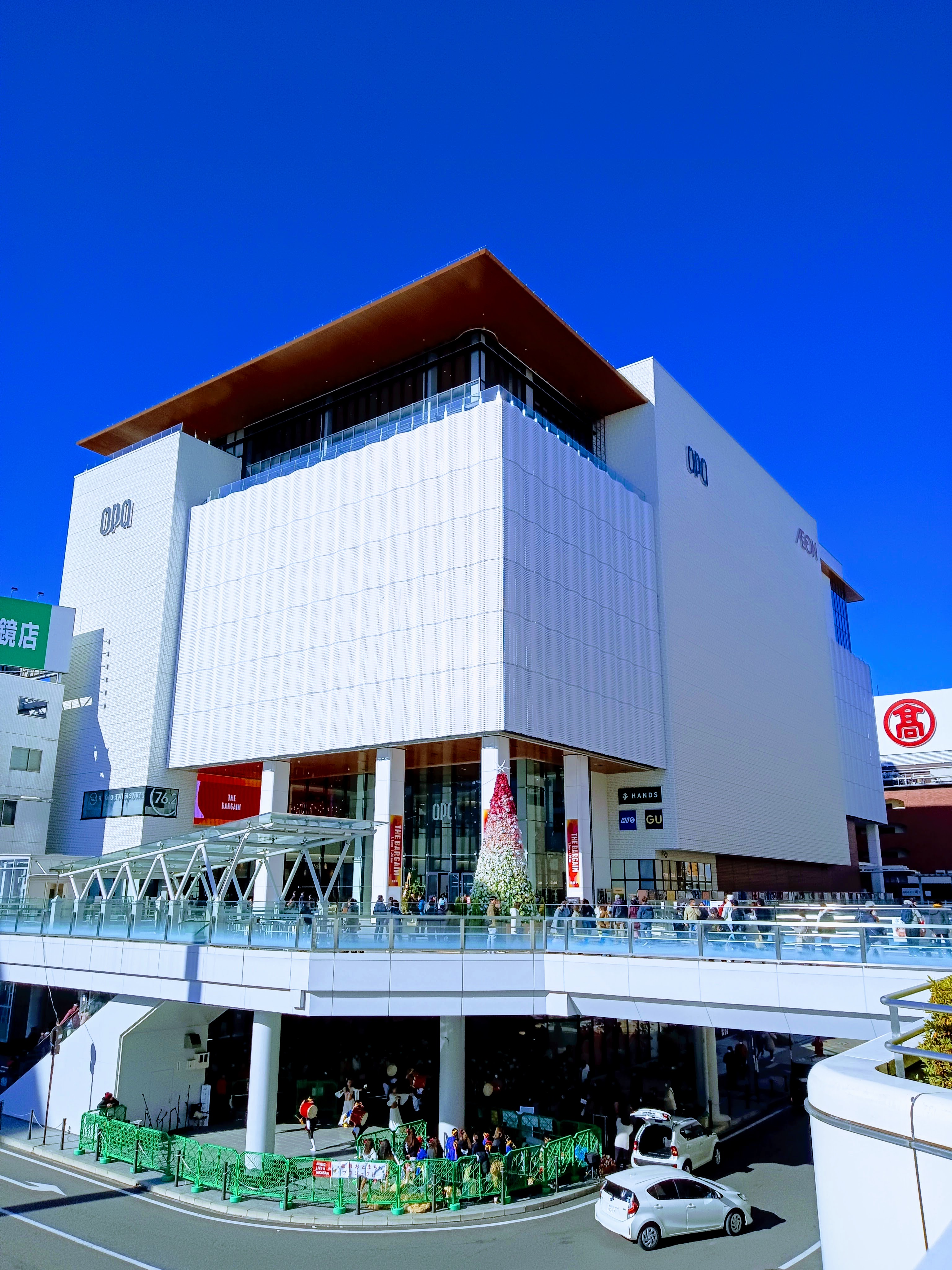
高崎オーパ
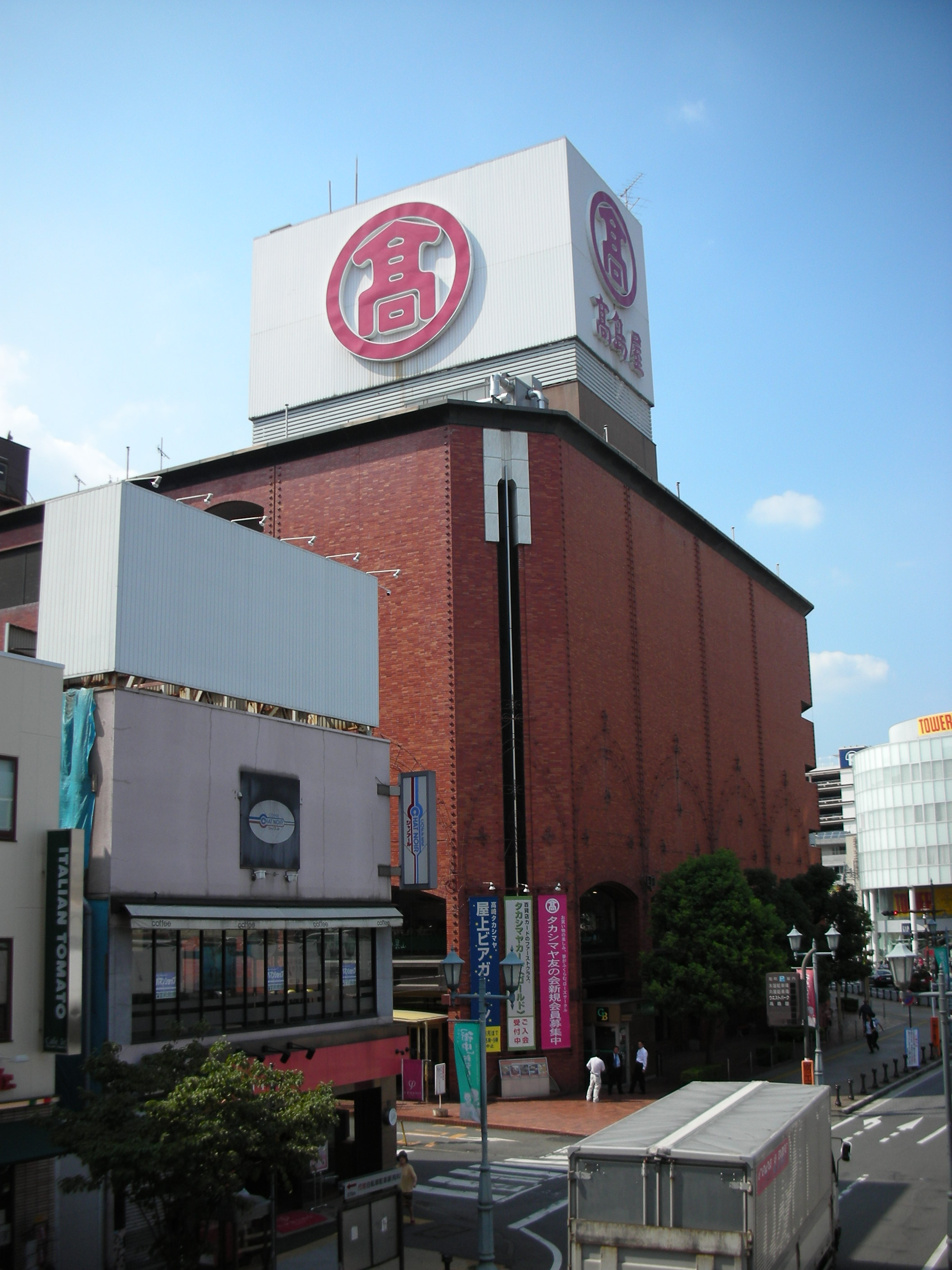
高崎高島屋
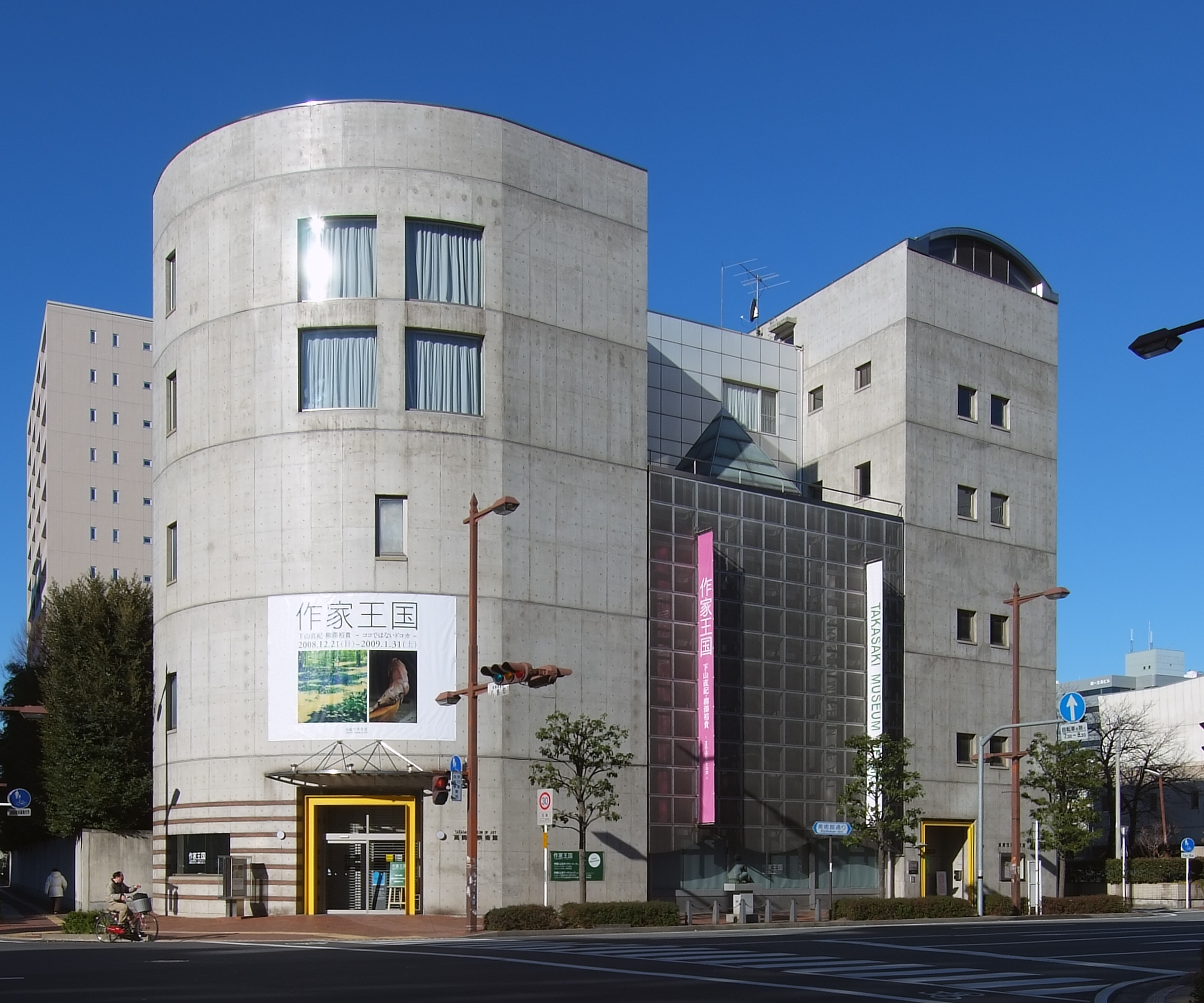
高崎市美術館
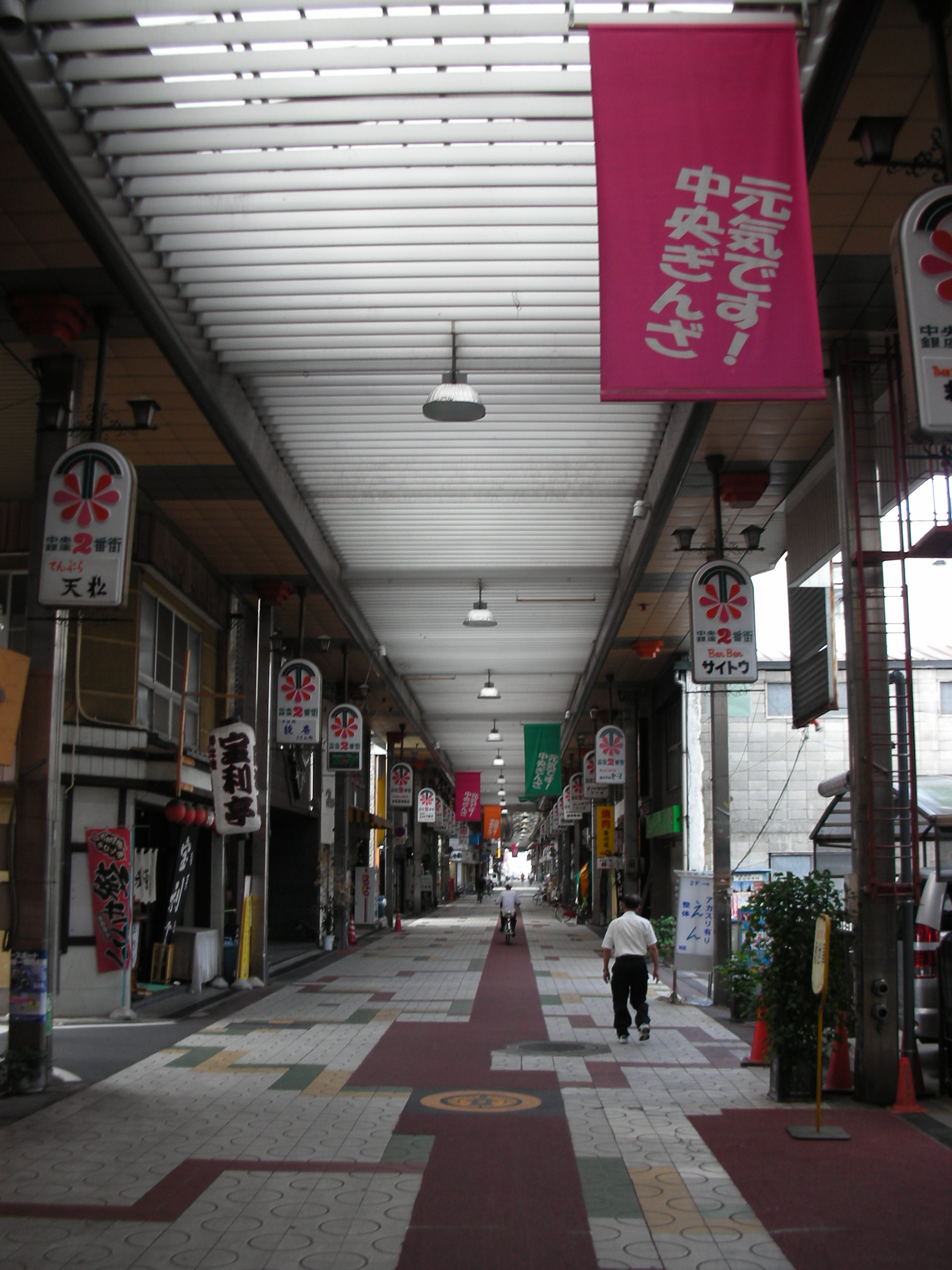
中央銀座商店街
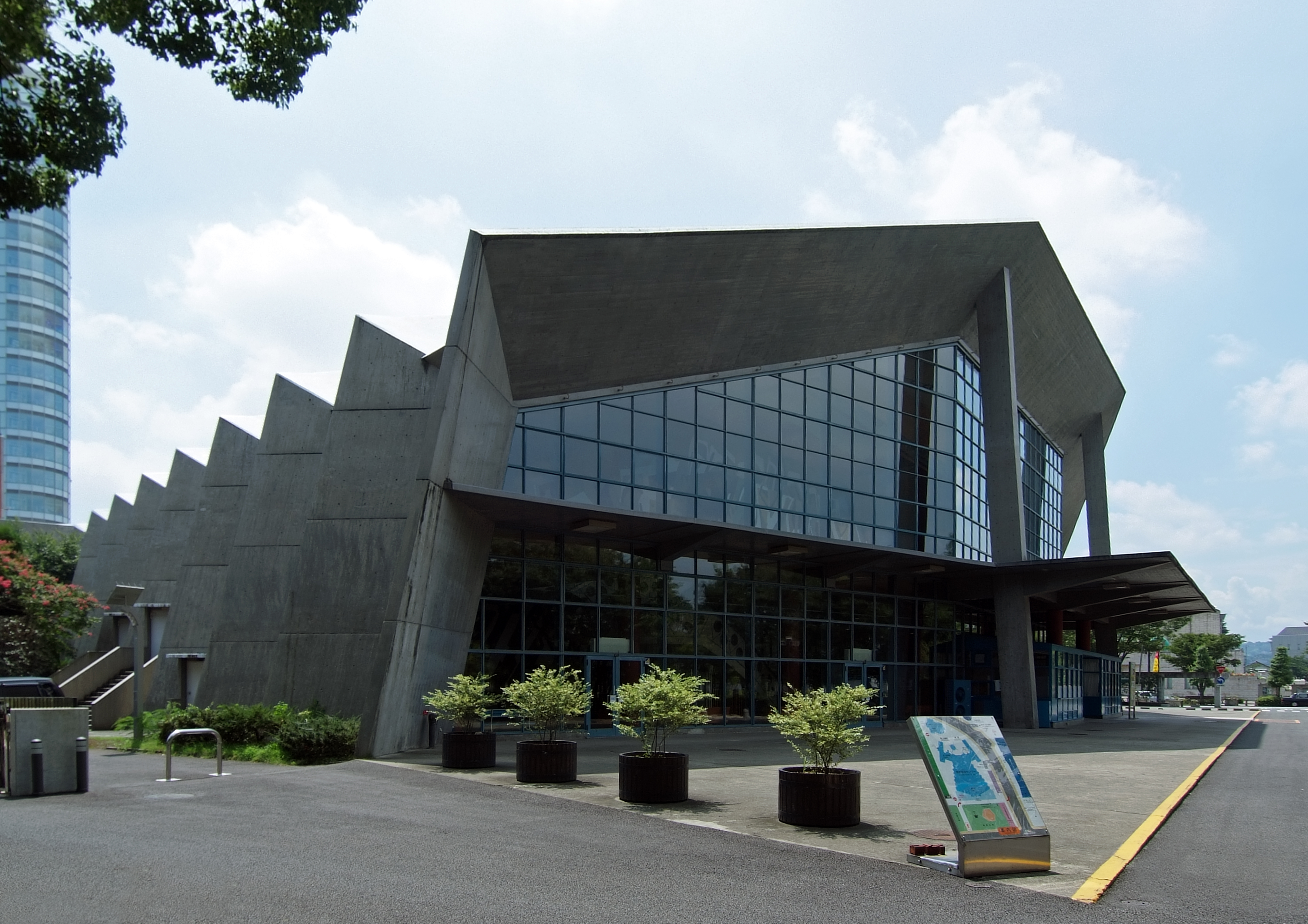
群馬音楽センター
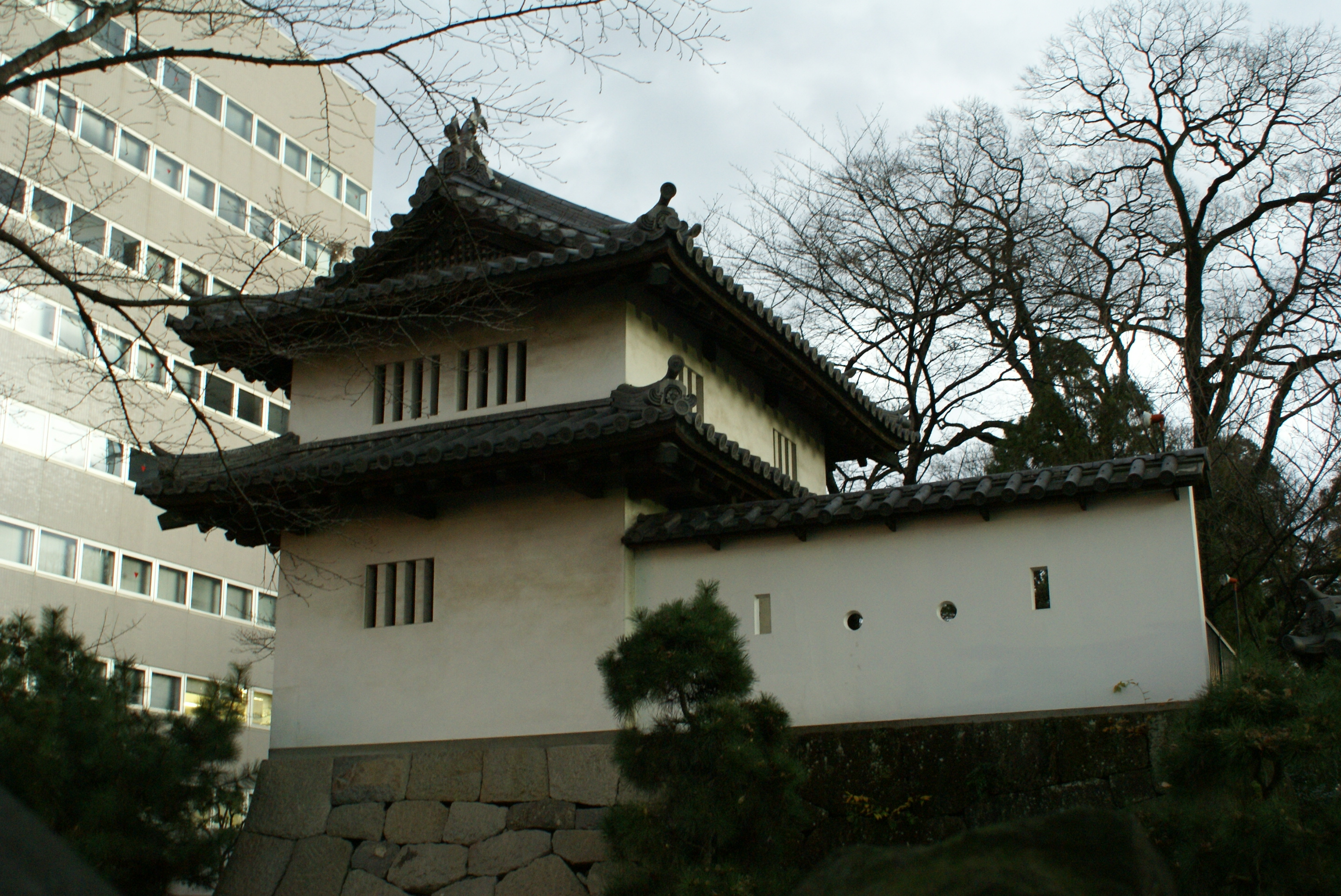
高崎城址
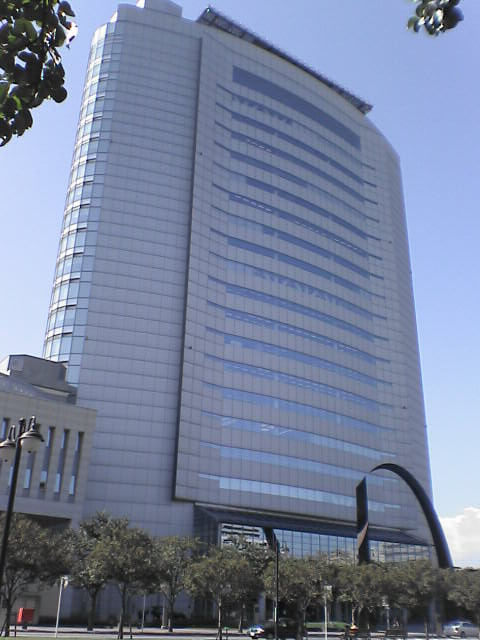
高崎市役所
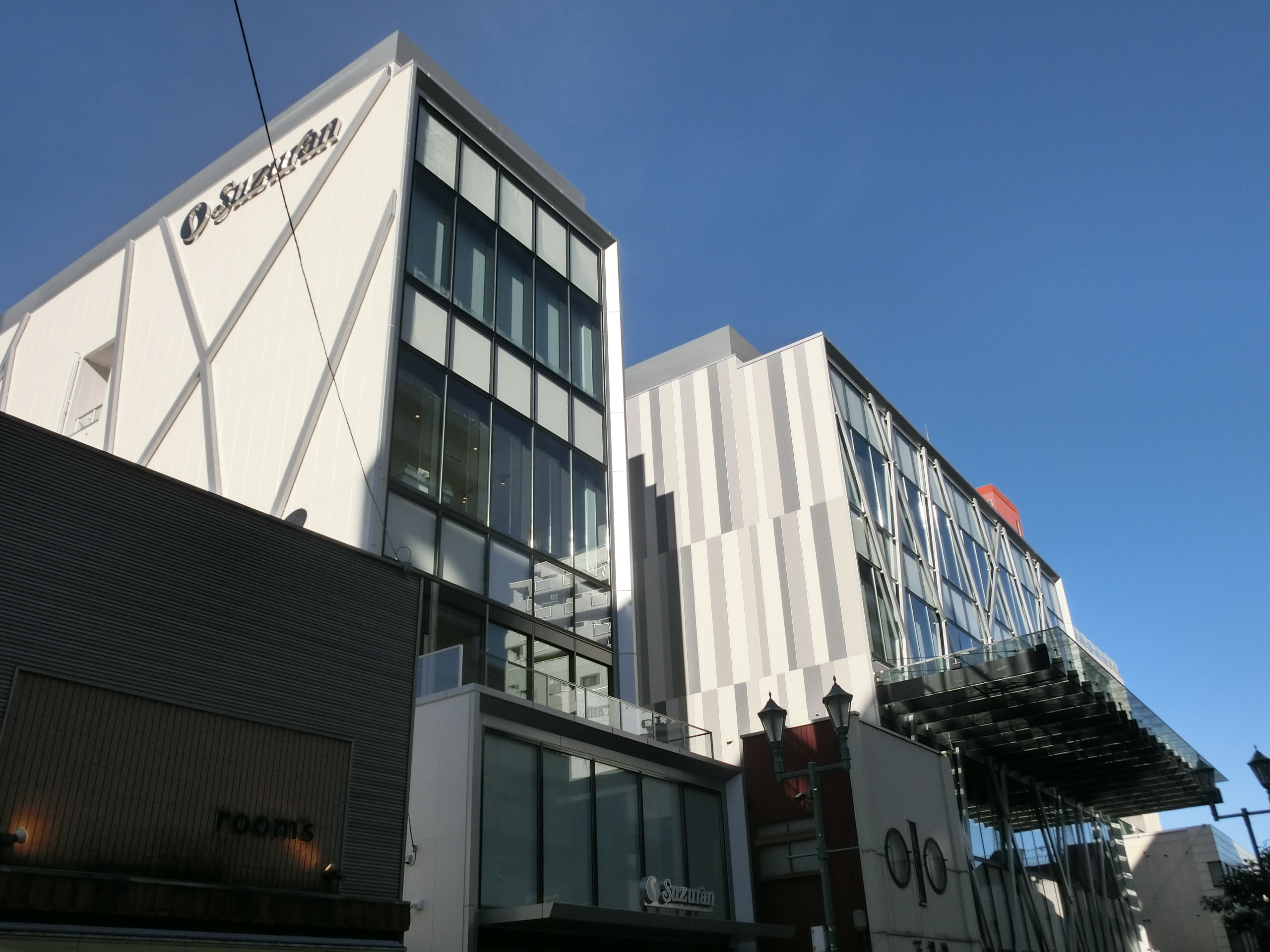
スズラン高崎店
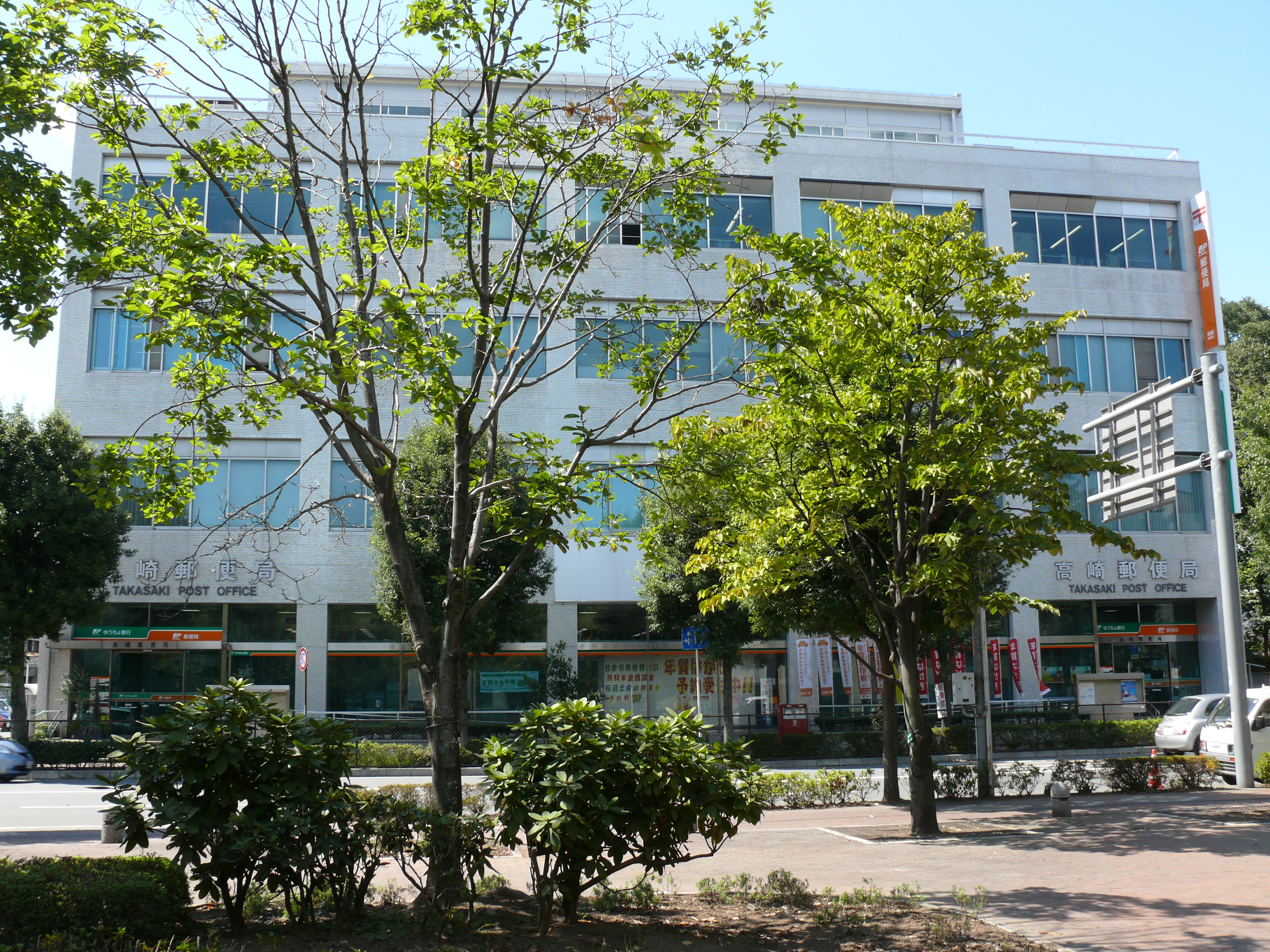
高崎郵便局
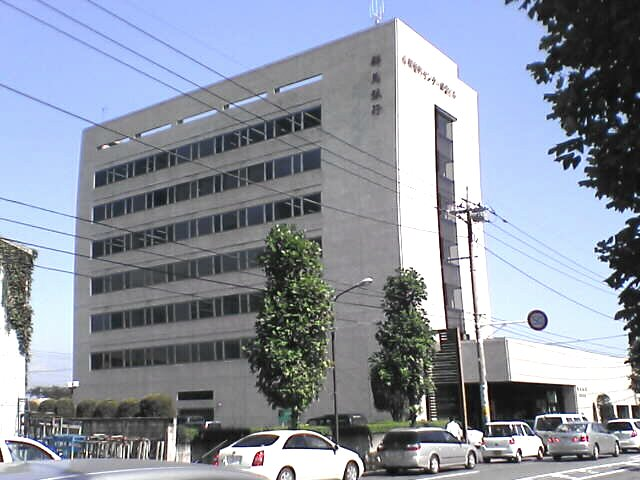
群馬銀行高崎支店
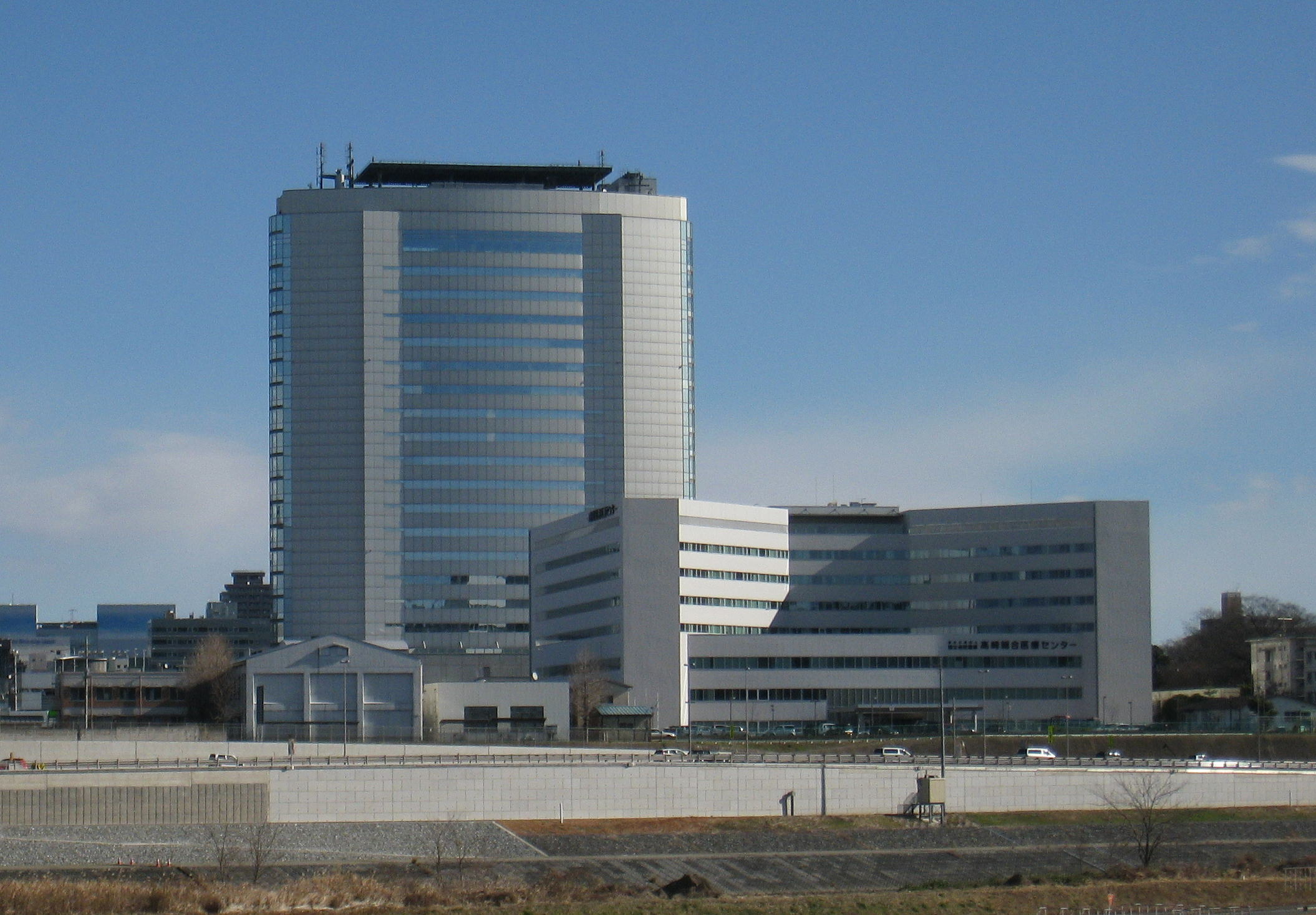
高崎総合医療センター

### 東口
東口前にはタクシープールやバスのりばがある。
隣接地にヤマダ電機LABI1高崎があり、周辺の建物とともにペデストリアンデッキによって結ばれている。1階はバスターミナルである。また500メートルほど離れた場所にビックカメラ高崎東口店や日本中央バスの営業所がある。
東口前から東毛広域幹線道路（国道354号）が通じており、2014年8月末に玉村伊勢崎バイパスが開通した事により伊勢崎・太田・館林方面まで全通した。また、2014年2月22日には東毛広域幹線道路と関越自動車道の交差地点に高崎玉村スマートインターチェンジが供用開始された。
商業・娯楽施設・店舗
- メディアメガ高崎
  - 109シネマズ高崎
  - ザ・サードプラネット高崎店
- LABI1 LIFE SELECT高崎（ヤマダホールディングス・ヤマダデンキ本社）
- ビックカメラ高崎東口店
- 高崎芸術劇場
- 群馬コンベンションセンター（Gメッセ群馬）
- ヤオコー高崎高関店
- クルベ江木店

宿泊施設
- ホテル1-2-3高崎
- サンコーホテル
- ココ･グラン高崎

企業
- 東日本旅客鉄道高崎支社
- 東京ガス群馬支社
- 東京電力パワーグリッド
- 日本中央バス高崎バスセンター
- 東日本高速道路関東支社高崎管理事務所
- 沖電気工業（高崎事業本部）
- 場外勝馬投票券発売所BAOO高崎（旧高崎競馬場）

官公署
- 高崎河川国道事務所
- 高崎年金事務所
- 高崎地方合同庁舎（国機関）
  - 高崎税務署
  - 前橋地方法務局高崎支局
  - 高崎労働基準監督署

学校
- 高崎市立城東小学校
- 大原学園高崎校

郵便局
- 高崎岩押郵便局
- 高崎江木郵便局

公共施設
- 高崎市タワー美術館
- 高崎タワー21

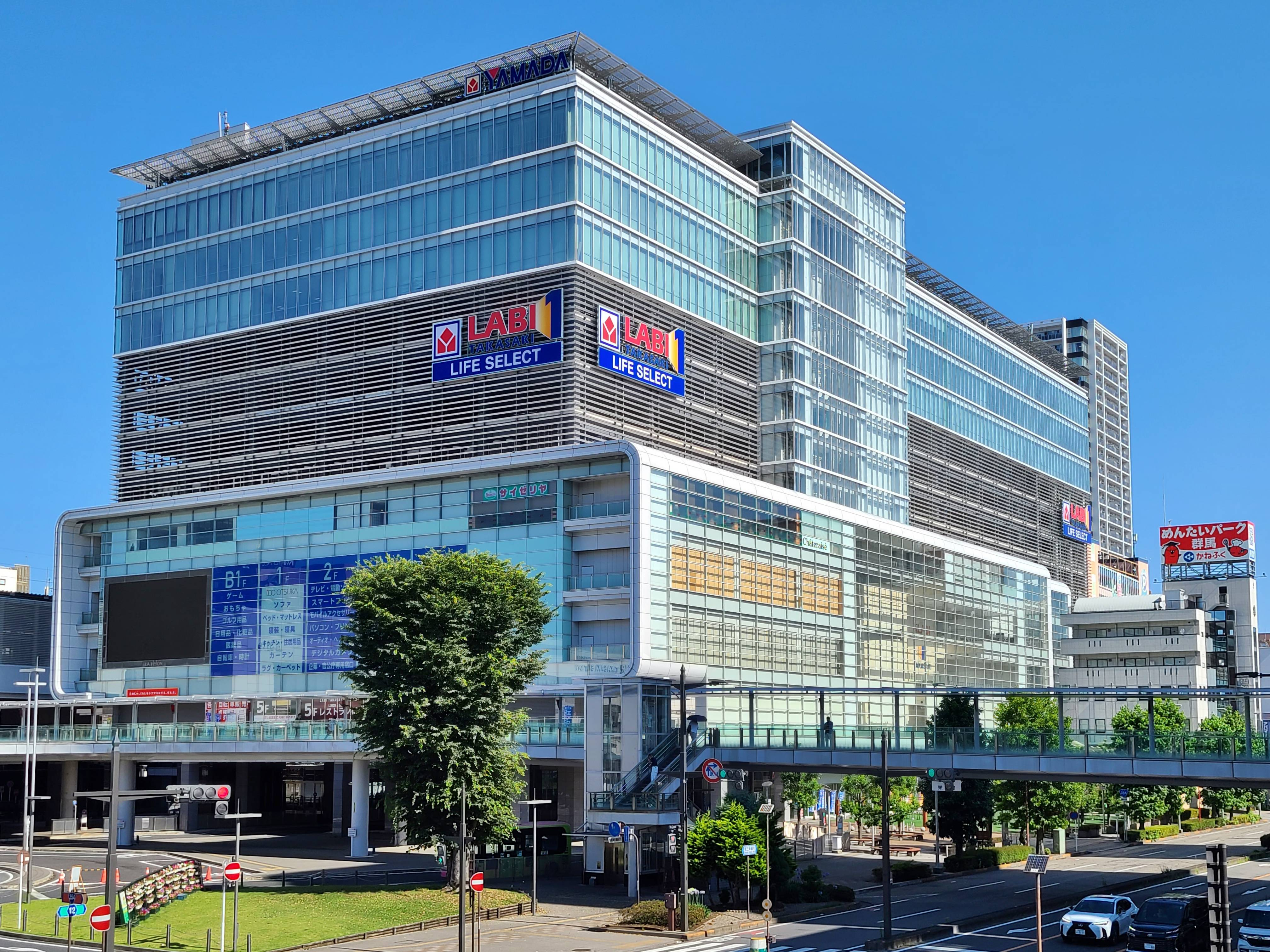
LABI1 LIFE SELECT高崎
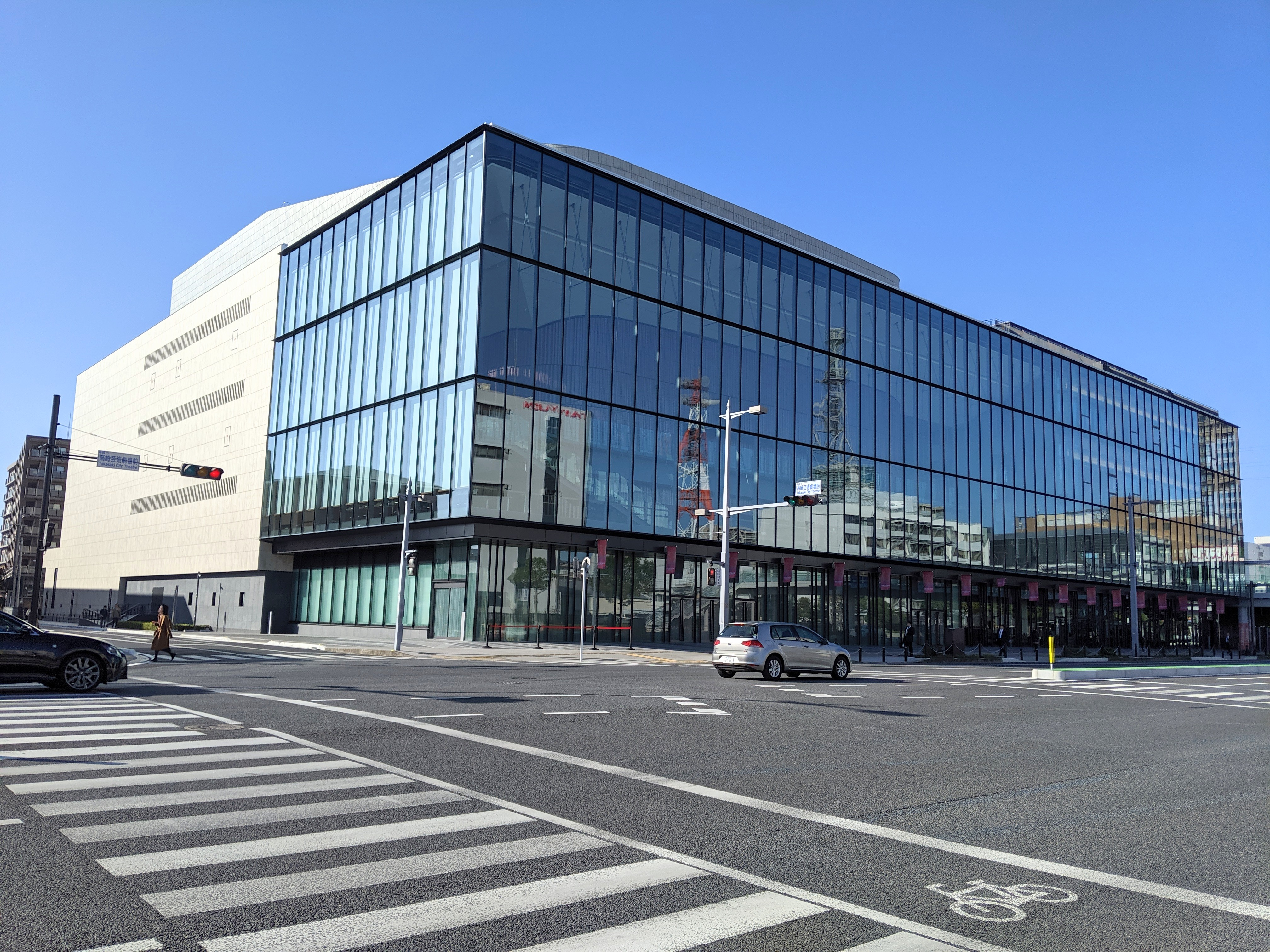
高崎芸術劇場
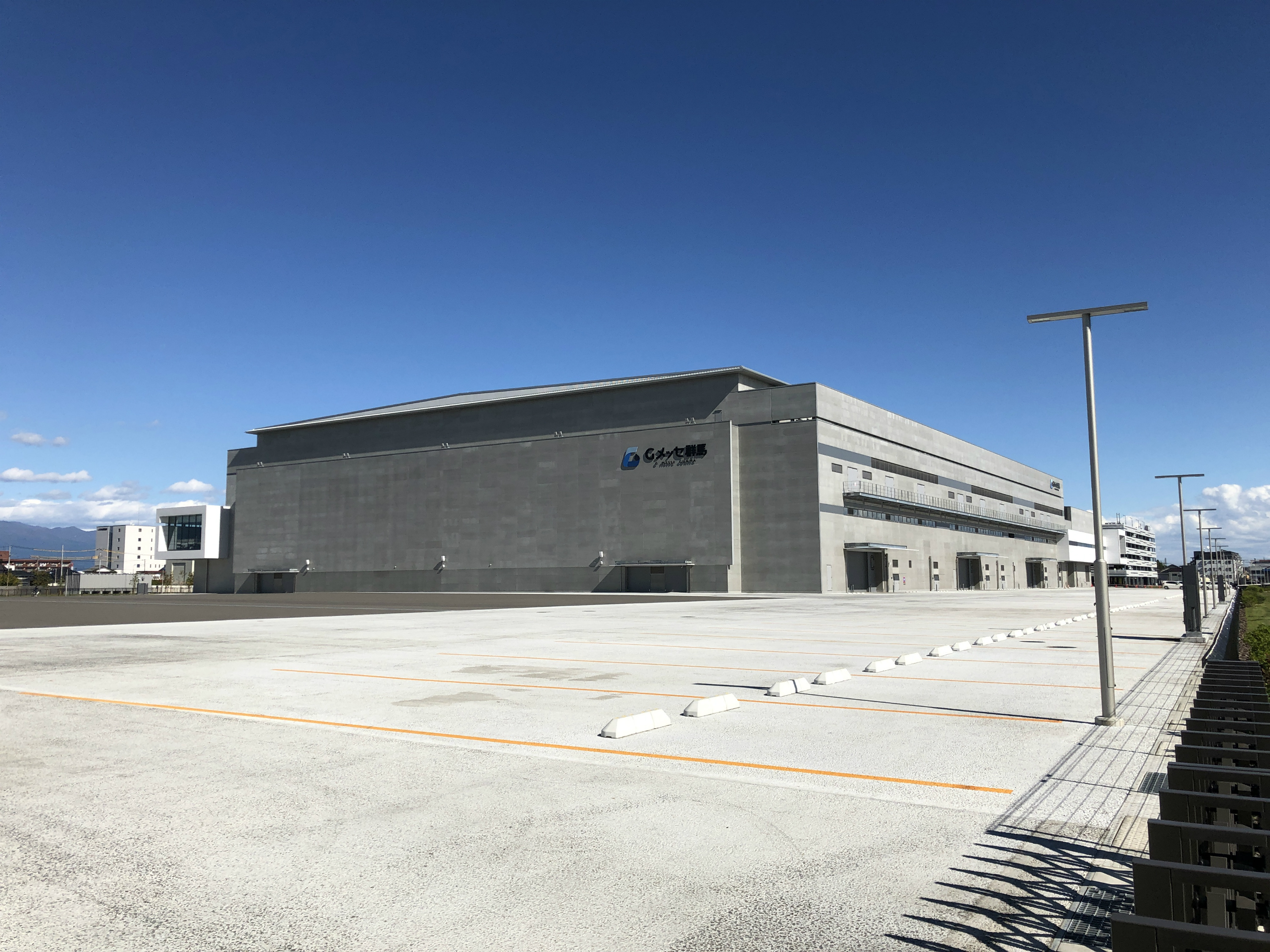
Gメッセ群馬
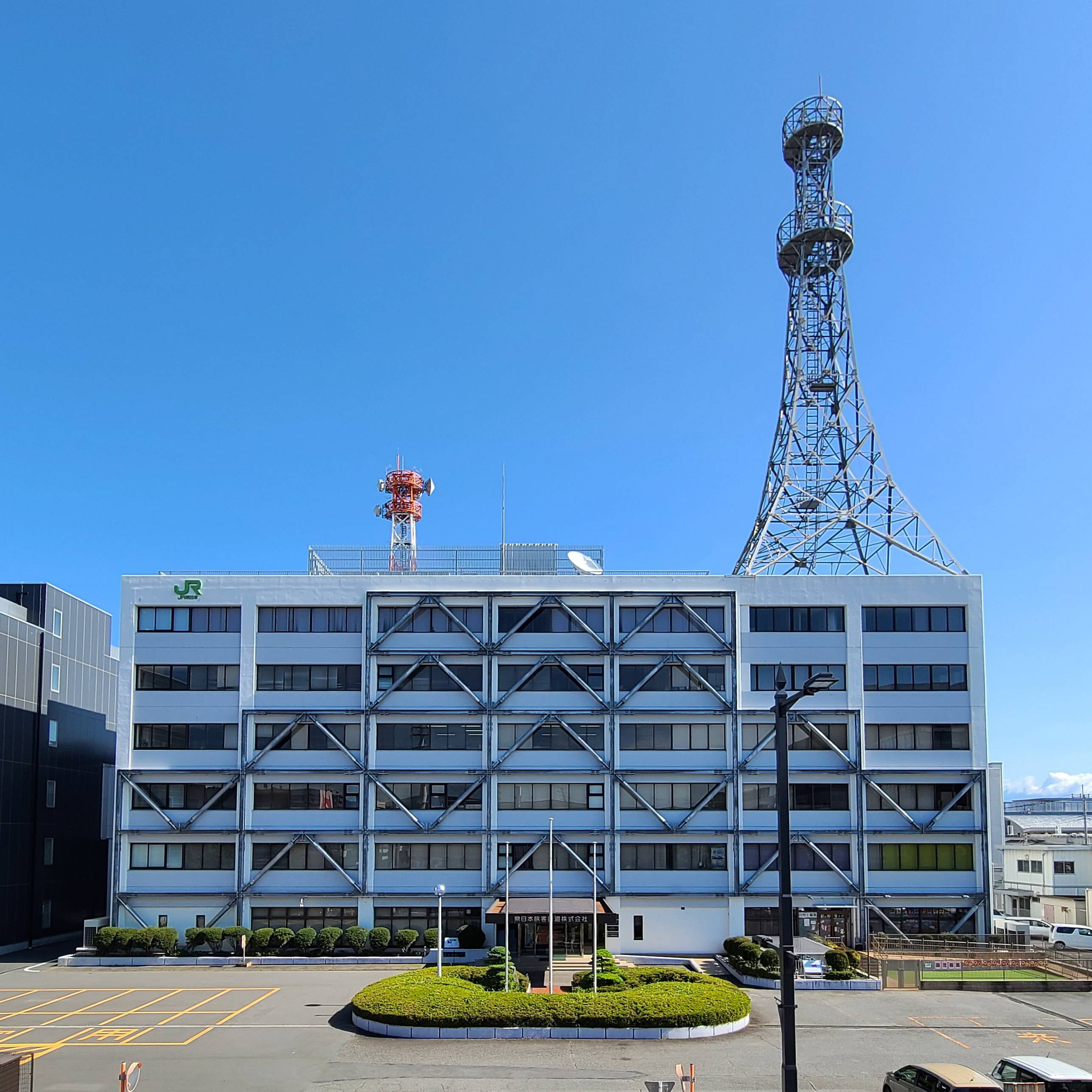
JR東日本高崎支社
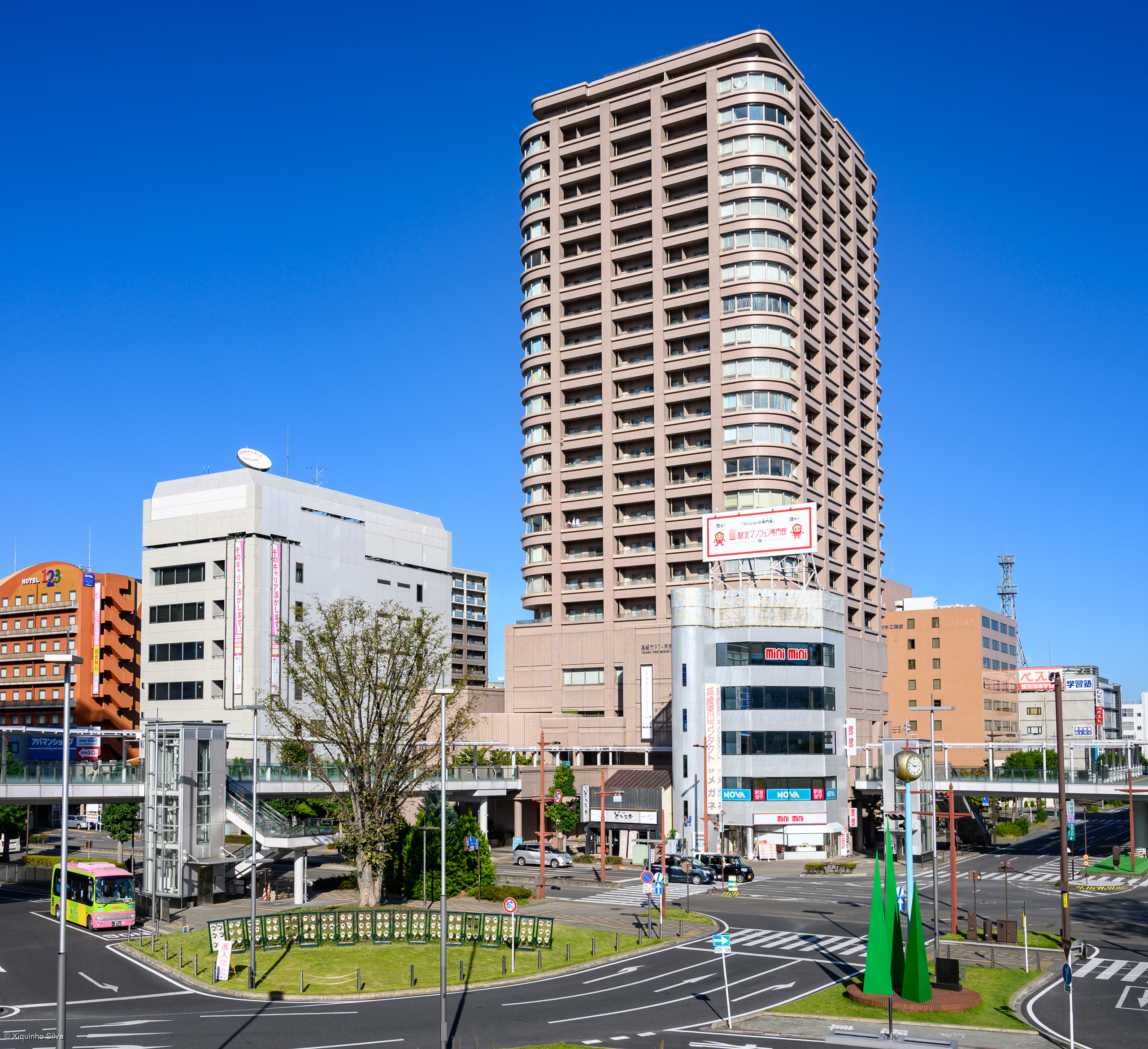
高崎タワー21

## バス路線

### 西口
のりば1
- 群馬中央バス
  - 前橋駅北口行
  - 県立女子大学行
- 定期観光バス
  - 富岡製糸場とぐんまフラワーパークコース

のりば2（群馬バス）
- 室田行
- 榛名湖行
- 箕郷行
- 高崎経済大学行
- 伊香保温泉行
- 榛東村役場行

のりば3（群馬バス）
- 室田行
- 権田行

のりば4（高崎市バス「ぐるりん」）
- 1・2：少林山線
- 3・4：高経大線

のりば5（関越交通）
- 渋川駅行
- 群馬温泉やすらぎの湯行
- 原美術館ARC行[22]

のりば6（上信観光バス）
- 鶴辺団地行
- 前橋駅北口行

のりば7
- 群馬バス
  - 榛東村役場行
  - イオンモール高崎行
  - 南陽台行
- 日本中央バス
  - シルクライナー：大阪OCAT行

のりば8（高崎市バス「ぐるりん」）
- 11・12：倉賀野線
- 13・14：観音山線

のりば9（高崎市バス「ぐるりん」）
- 0：都心循環線
- 5・6：大八木線

シャトルバスのりば（上信観光バス）
- 高崎アリーナシャトル：高崎アリーナ行、城南野球場方面行

### 東口
高崎市バス「ぐるりん」のりば
- 7・8：京ヶ島線
- 9・10：群馬の森線
- 15（岩鼻線）：昭和病院行

ヤマダ電機前バスロータリー1番のりば（路線バス）
- 群馬バス
  - 前橋日赤行
  - 伊香保ライナー：伊香保案内所行

ヤマダ電機前バスロータリー2番のりば（高速バス）
- 日本中央バス
  - 前橋・高崎 - 新潟線：新潟駅前行
  - 仙台ライナー：仙台駅東口行
- 関越交通・千葉交通
  - アザレア号：東京ディズニーランド・成田空港行

ヤマダ電機前バスロータリー3番のりば（高速バス）
- 日本中央バス
  - 金沢駅行
  - シルクライナー：京都駅・OCAT行
- 東京空港交通・日本中央バス
  - 渋川・前橋 - 羽田空港線：羽田空港行
- 広栄交通バス（ジェイアールバス関東アライアンス）
  - ゆめぐり川越・大宮号：川越駅・大宮駅行／草津温泉バスターミナル・ホテルヴィレッジ行

ヤマダ電機前バスロータリー4番のりば（高速バス）
- 日本中央バス
  - 前橋・高崎 - 池袋・新宿・秋葉原線：池袋駅東口・バスタ新宿・東京ドームホテル・秋葉原駅・バスターミナル東京八重洲行
- 関越交通・富士急バス
  - 河口湖駅行 ※季節運行便

ヤマダ電機前・国道側のりば（高速バス）（ジャムジャムエクスプレス）
- JAMJAMライナー：梅田・なんば・ユニバーサル・スタジオ・ジャパン行

高崎イーストタワー前（無料シャトルバス）
- 前橋競輪場（グリーンドーム前橋）行
- BAOO高崎（旧・高崎競馬場）行

## その他
- 2021年3月のダイヤ改正までは高崎線下り最終電車の到着時刻は午前1時37分であった。これは高尾駅とともに、列車の到着時刻としては一時日本で最も遅かったが、2016年3月のダイヤ改正でJR神戸線の西明石行き最終電車の終点到着時刻が午前1時38分に繰り下げられたため、全国で最も遅い終電到着時刻の座を明け渡した。2021年のダイヤ改正で終電到着が午前1時14分に繰り上げられ、高松駅午前1時21分到着の快速マリンライナー77号に全国で最も遅い終電到着の座を明け渡した。2022年のダイヤ改正で快速マリンライナー77号が廃止されたため、JRグループとしては西明石駅とともに全国で最も遅い終電到着の座を奪還した。なお、当駅と西明石駅が全国で最も遅い終電到着の座となるのは土休日のみで、平日は東武アーバンパークライン（野田線）の七光台駅午前1時16分着が全国で最も遅い終電到着の座となる。

## 隣の駅
東日本旅客鉄道（JR東日本）
 上越新幹線
本庄早稲田駅 - 高崎駅 - 上毛高原駅
 北陸新幹線
本庄早稲田駅 - 高崎駅 - 安中榛名駅
■高崎線
- 特急「草津・四万」停車駅、「あかぎ」発着駅

■特別快速・■快速「アーバン」
倉賀野駅 - 高崎駅
■普通
倉賀野駅 - 高崎駅 - （上越線/両毛線）
■上越線
- 臨時快速「SLぐんま みなかみ」発着駅

■普通
（高崎線） - 高崎駅 - 高崎問屋町駅
■両毛線（新前橋駅 - 当駅間上越線）
■普通
高崎問屋町駅 - 高崎駅 - （高崎線）
■吾妻線（当駅 - 渋川駅間は上越線）
- 特急「草津・四万」停車駅

■普通
高崎駅 - 高崎問屋町駅
■八高線（倉賀野駅 - 当駅間は高崎線）
倉賀野駅 - 高崎駅
■信越本線
- 臨時快速「SL/EL/DLぐんま よこかわ」発着駅

高崎駅 - 北高崎駅
上信電鉄
■上信線
高崎駅 - 南高崎駅

### 記事本文